# Rabenvögel
Die Rabenvögel – in der Vogelkunde auch oft (nach zoologischer Nomenklatur, lateinisch) Corvidae oder (in der Mehrzahl, lediglich mit eingedeutschter Endung) Corviden genannt – sind eine Familie der Vögel aus der Ordnung der Sperlingsvögel (Passeriformes). Sie umfassen rund 120 lebende Arten in 25 Gattungen. Rabenvögel sind mittelgroße bis sehr große Singvögel mit meist kräftigem Schnabel und robustem Körperbau, die im Laufe ihrer Entwicklungsgeschichte eine Vielzahl verschiedener Lebensräume besiedelt haben und – mit Ausnahme des südlichen Südamerika und der Antarktis – weltweit verbreitet sind.
In ihrer Ernährung sind Rabenvögel sehr vielseitig und fressen – je nach Verfügbarkeit – Früchte, Samen, Insekten, Weichtiere, kleinere Wirbeltiere oder auch Aas, wobei die meiste Nahrung auf dem Boden aufgenommen wird. Fast alle Arten legen Vorräte an, in denen sie überzähliges Futter verstecken und für später aufbewahren. Rabenvögel zeigen stark soziales Verhalten und im Vergleich mit fast allen anderen Vögeln überdurchschnittlich hohe kognitive Fähigkeiten. Einige Arten, allen voran die Raben und Krähen, sind ausgeprägte Kulturfolger und konnten sich erfolgreich in vom Menschen geschaffenen Lebensräumen etablieren. Die Intelligenz und Sprachbegabung der Rabenvögel, aber auch ihre Eigenschaft als Aas- und Erntevertilger führte zu einer ambivalenten Rolle in vielen Kulturen weltweit: Einerseits wurden ihnen Weisheit, biblisches Alter und Gewitztheit unterstellt, andererseits wurden sie als angebliche Unheilsbringer und Schädlinge verfolgt.

## Merkmale

### Körperbau und Physiologie

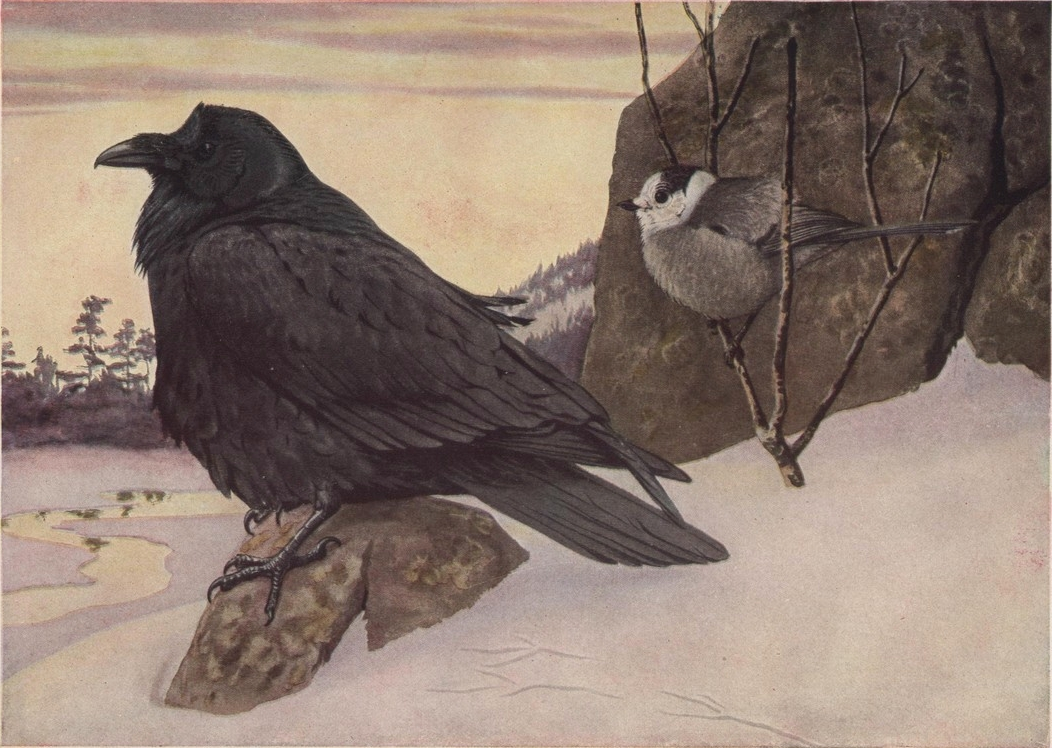
Der größte Rabenvogel neben einem der kleinsten: Kolkrabe (Corvus corax) und Meisenhäher (Perisoreus canadensis) im Größenvergleich (Zeichnung von Louis Agassiz Fuertes)

Rabenvögel sind in der Regel sehr robust gebaut und gehören zu den größeren unter den Singvögeln. Innerhalb der Familie gibt es aber eine große Vielfalt an Formen und Größen. Der kleinste Rabenvogel ist der rund 40 g schwere und 20–23 cm große Zwerghäher (Cyanolyca nanus), die beiden größten Vertreter sind der Erzrabe (Corvus crassirostris) und der Kolkrabe (Corvus corax), die jeweils eine Körperlänge zwischen 60 und 70 cm aufweisen können und für die Körpergewichte von 1,5 kg festgestellt wurden. Beide Arten sind damit nicht nur die größten innerhalb ihrer Familie, sondern auch die größten Sperlingsvögel überhaupt. Ein ausgeprägter Geschlechtsdimorphismus in der Größe existiert bei keinem Vertreter der Familie. Zwar sind Weibchen einer Art meist etwas kleiner als die Männchen, zwischen weiblichen und männlichen Körpermaßen gibt es jedoch stets eine Überschneidung. Rabenvögel verfügen über kräftige Beine mit langem Laufknochen. Arten, die sich hauptsächlich am Boden bewegen, haben tendenziell längere Beine als vorwiegende Baumbewohner. Die Vorderseite ihrer Beine ist – außer bei den Bergkrähen (Pyrrhocorax) – getäfelt, das heißt mit breiten, rechteckigen Hornschuppen bedeckt; die Rückseite hat dagegen eine glatte Oberfläche.

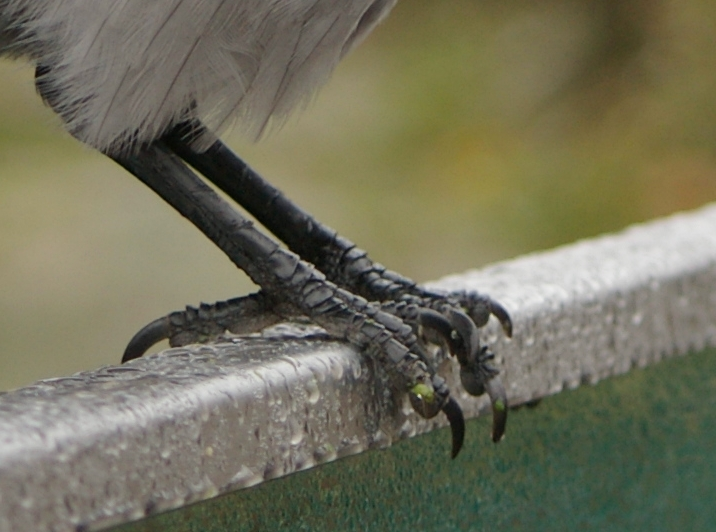
Beine einer Nebelkrähe (Corvus cornix) mit charakteristischer Täfelung

Bei vielen Arten der Familie sind die Nickhäute der Augen oder die Iris auffällig hell gefärbt und dienen im Sozialverhalten der Kommunikation, etwa um Aggression auszudrücken. Die Schnäbel der einzelnen Rabenvogelarten weisen eine große Formenvielfalt auf. Einige Vertreter wie die Saxaulhäher (Podoces) oder die Alpenkrähe (Pyrrhocorax pyrrhocorax) besitzen lange, schlanke und gebogene Schnäbel, mit denen sie im Boden nach Insekten stochern. Die frugivoren Baumelstern (Dendrocitta) hingegen verfügen über relativ kurze und sehr kräftige Schnäbel. Unter den Raben und Krähen wiederum haben viele Arten sehr lange und hoch gewölbte Schnäbel entwickelt, unter denen der des Erzraben mit Abstand der größte ist. Auch innerhalb einer Art kann sich die Schnabelform deutlich unterscheiden: Haselnüsse fressende europäische Tannenhäher (Nucifraga caryocatactes) weisen kürzere und kräftigere Schnäbel als sibirische Populationen auf, die fast ausschließlich von Fichtensamen leben und lange, dünne Schnäbel haben. Die Schnäbel der meisten Arten bewegen sich aber zwischen diesen Extremen. Sie sind kräftig, länglich, relativ gerade und eher unspezialisiert. Ihre Farbe bewegt sich zwischen schwärzlich-grauen Tönen und kräftigen Gelb- und Rottönen. Der Schnabelfirst ist leicht gekrümmt und endet in einer Hakenspitze, ähnlich der der Würger, aber meist weniger stark ausgeprägt. In der Schnabelfarbe gibt es meist keinen Unterschied zwischen Jung- und Altvögeln. Bei den Arten, bei denen ein solcher Unterschied auftritt, haben die Jungvögel hellere Schnäbel als die geschlechtsreifen Altvögel, die dann dunkelgraue Schnäbel zeigen.

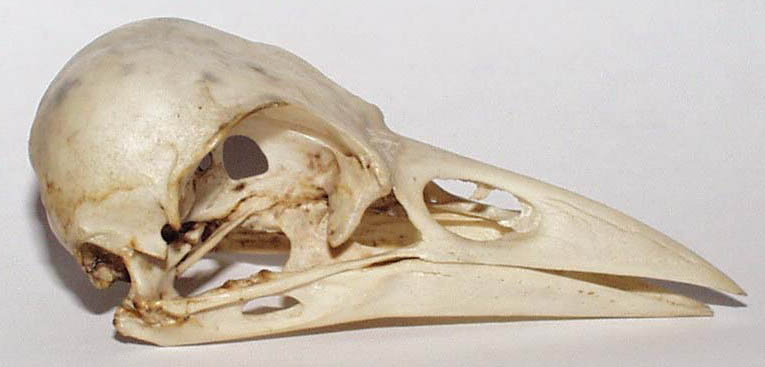
Schädel einer Rabenkrähe (Corvus corone): In der Seitenansicht sind die Wölbung des Vorderschädels, der breite postorbitale Fortsatz über der Augenhöhle und der große Hirnschädelraum zu erkennen.

In Anpassung an ihre Ernährungsweise sind die oberen Verdauungstrakte – also Schnabel, Kehle und Hals – vieler Rabenvögel so geformt, dass sie die Zwischenlagerung von Nahrung ermöglichen. Tannenhäher besitzen beispielsweise einen sublingualen, die Echten Elstern (Pica) einen antelingualen Kehlsack, in dem sie Nüsse und Samen sammeln. Die Speiseröhren der Gattungen Gymnorhinus und Cyanolyca sind stark erweiterbar, sodass sie Platz für eine große Menge an Samen bieten.
Aufgrund der unterschiedlichen Ernährungsgewohnheiten innerhalb der Familie sind die Mägen der Corvidae-Arten untereinander sehr verschieden. Fleischfresser wie der Kolkrabe und Beerenfresser wie die Bergkrähen haben typische Weichfressermägen. Samenfresser wie die Unglückshäher (Perisoreus) und Allesfresser wie die europäischen Krähen der Gattung Corvus besitzen hingegen Körnerfressermägen mit starker Bemuskelung. Auch innerhalb dieser letzten Gruppe kann die Form des Magens stark variieren. So hat der Eichelhäher (Garrulus glandarius) in Anpassung an seine proteinarme Nahrung einen großen, eher schwach bemuskelten Magen. Der nahe verwandte und sympatrische Tannenhäher hingegen hat einen sehr kleinen, stark bemuskelten Magen, der zur Verdauung harter, proteinreicher Kiefernsamen dient. Der Brutfleck ist nur bei weiblichen Rabenvögeln ausgebildet. Einzige Ausnahme sind die Nussknacker, bei denen sich beide Geschlechter beim Brüten abwechseln.
Die Rabenvögel haben auch eine Reihe osteologischer Merkmale gemein: Der Oberarmknochen hat eine einzige Fossa. Der Vorderschädel ist deutlich gewölbt. Seine Seitenflächen werden von einfachen Jochbeinfortsätzen und breiten postorbitalen Fortsätzen eingegrenzt; der Gaumen ist weit gespalten. Dem mittelgroßen Siebbein steht ein großes Tränenbein gegenüber. Beide sind längsseitig an das Stirnbein angewachsen und bilden so ein langes, spaltartiges Foramen. Die Stirn und die Scheidewand zwischen den Augenhöhlen sind stark verknöchert. Der Hirnschädelraum und damit die Hirnmasse ist in Relation zu den restlichen Körpermaßen größer als bei den meisten anderen Vögeln. Er übertrifft auch viele andere Sperlingsvögel, obwohl die Arten dieser Ordnung ohnehin schon sehr große Gehirne besitzen. Die Hälften des Kleinhirns der Rabenvögel sind die größten unter allen lebenden Vögeln.

### Gefieder

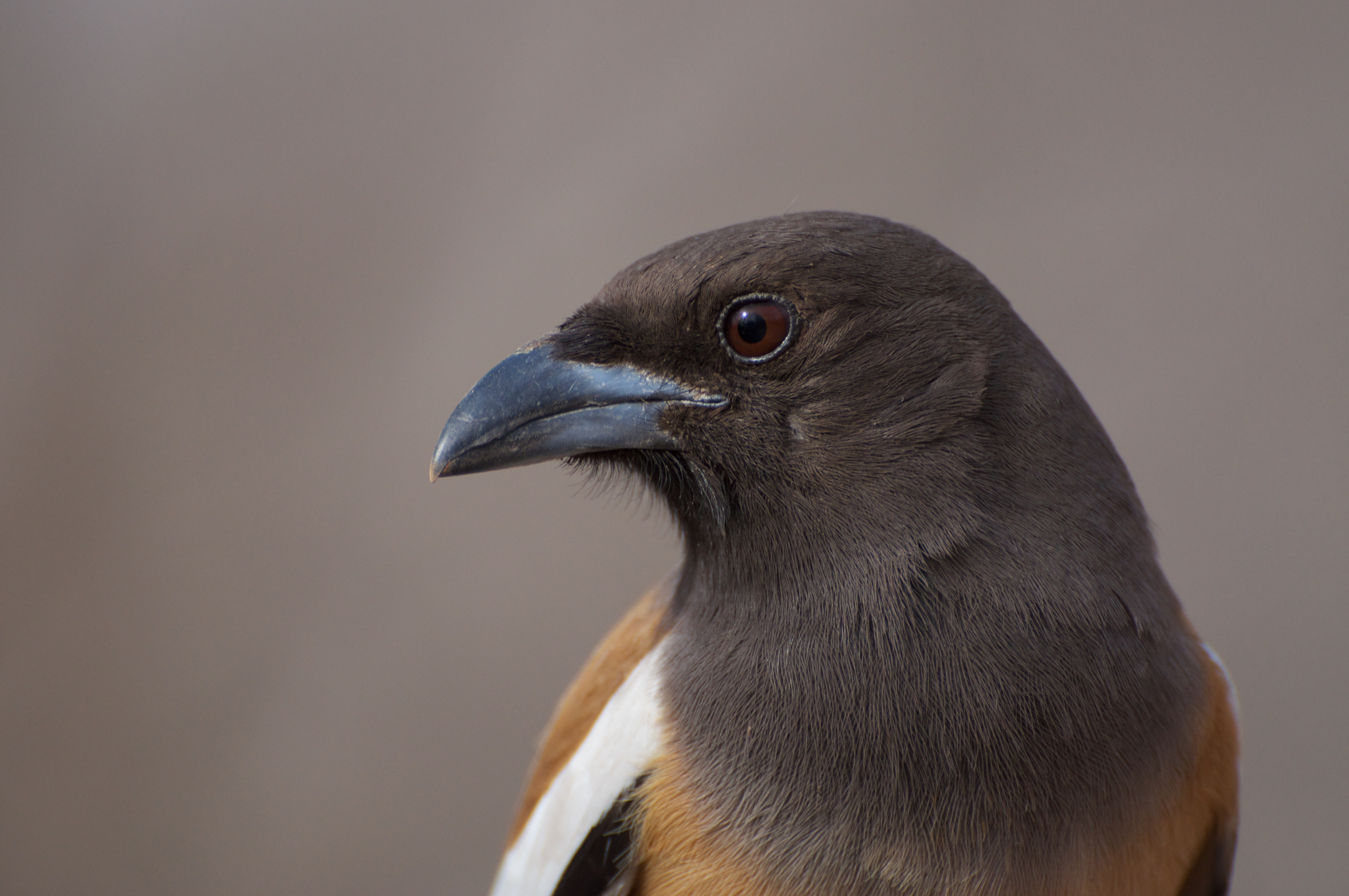
Wie bei der Wanderbaumelster (Dendrocitta vagabunda) werden die Nasenlöcher der meisten Rabenvögel von dichten Federbüscheln bedeckt

Rabenvögel zeichnen sich im Hinblick auf ihr Gefieder durch einige Gemeinsamkeiten aus. Der gesamte Körper mit Ausnahme des Schnabels und der Beine vom Laufknochen abwärts ist befiedert. Nur bei einigen Arten der Raben und Krähen, dem Akazienhäher (Zavattariornis stresemanni) und der Gelbschnabelelster (Pica nuttali) sind auch kleine Teile des Gesichts unbefiedert. Ein typisches Merkmal der Familie sind die Nasalfedern, die den Oberschnabel bedecken. Sie sind unter den Arten der Corvidae und oft auch innerhalb einer Gattung unterschiedlich stark ausgeprägt. So bedecken sie beim Weißhalsraben (Corvus cryptoleucus) mehr als die Hälfte des Schnabels, während die nahe verwandte Saatkrähe (Corvus frugilegus) im Alterskleid überhaupt keine Schnabelbefiederung mehr aufweist. Das teilweise oder vollständige Fehlen der Nasalfedern bei einigen Arten ist in der Regel auf eine Anpassung an den Nahrungserwerb zurückzuführen. Wenn der Schnabel etwa tief in Nadelbaumzapfen gesteckt werden muss, würden die Federn sonst zerzaust oder beschädigt. Auch moderat entwickelte Schnabelborsten sind bei den Rabenvögeln vorhanden.

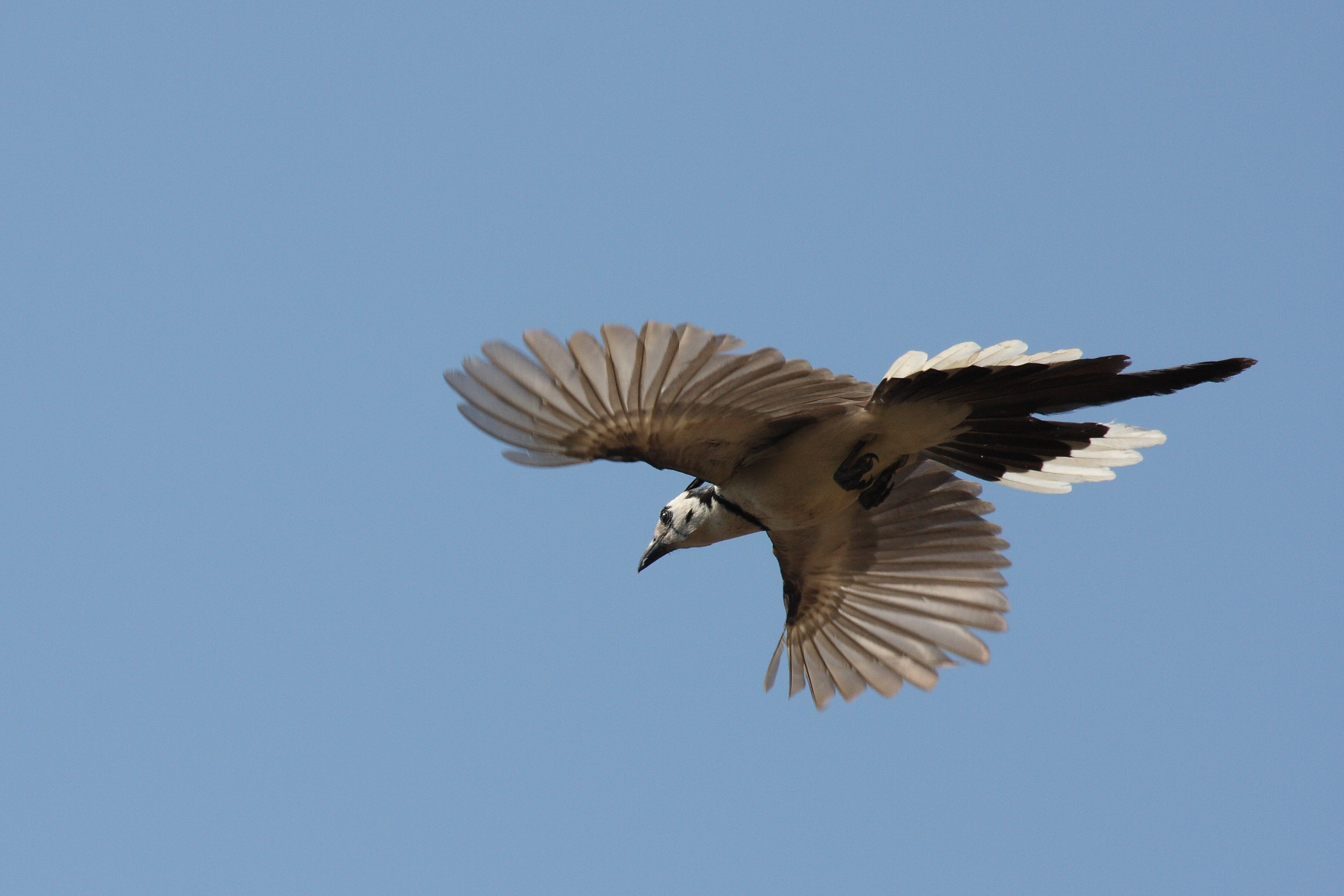
Ein fliegender Langschwanzhäher (Cyanocorax formosa). Er zeigt mit einem gerundeten Handflügel aus zehn Handschwingen und einem Remicle sowie zwölf Steuerfedern die typische Großgefiederstruktur der Familie.

Die Schwanz- und Schwungfedern der Familie sind sehr steif. In der Regel haben alle Arten moderat gerundete, tief gefingerte Flügel mit zehn Handschwingen. Die äußerste Schwungfeder ist leicht zurückgebildet, einige Gruppen besitzen zusätzlich zu den eigentlichen Handschwingen auch ein Remicle. Üblich für den Schwanz der Rabenvögel sind zwölf Steuerfedern. Ausnahmen bilden der Piapia (Ptilostomus afer) und die Rakettschwanzelstern (Crypsirina) mit lediglich zehn Steuerfedern. Der Schwanz ist bei Arten, die offene Lebensräume bewohnen, meist eher kurz und gerundet; bei Baum- und Gestrüppbewohnern kann er dagegen sehr lang und gestuft ausfallen. Das mittlere Steuerfederpaar überragt die restlichen Schwanzfedern dann meist deutlich.

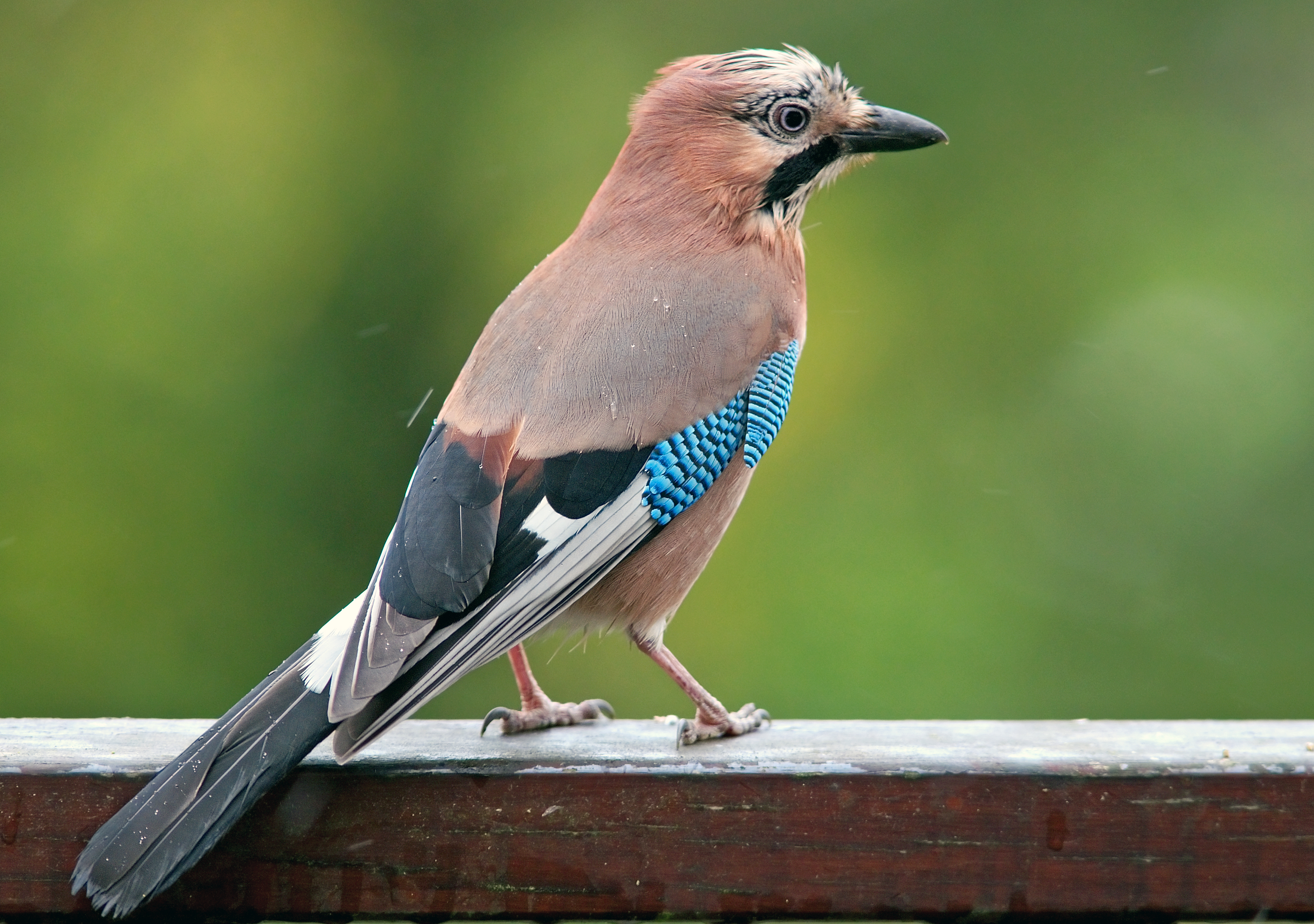
Obwohl der Eichelhäher (Garrulus glandarius) grundsätzlich eher unauffällig gefärbt ist, besitzt er mit seinen blauen Arm- und Handdecken ein markantes Gefiedermerkmal. Solche Muster dienen bei den Rabenvögeln der gemäßigten Breiten häufig als soziales Signal oder aber der Tarnung, indem sie die Umrisse eines Vogels im Dickicht auflösen.

Auch in der Gefiederfärbung unterscheiden sich Rabenvögel dichter Tropenwälder von den Arten der offenen und halboffenen Landschaften in gemäßigten Breiten. Erstere sind oft sehr bunt in Rot-, Grün- und Blautönen gefärbt, während das Gefieder letzterer eher unauffällig grau, braun oder schwarz gehalten ist. Viele Arten der gemäßigten Breiten besitzen dennoch kleinere Gefiederpartien mit auffälligen Mustern, denen eine Signalwirkung zugeschrieben wird. Sie sind oft nur von Nahem oder im Sonnenlicht zu erkennen oder wirken wie Lichtstrahlen, die durchs Geäst fallen, weil der Rest des Vogelkörpers mit der Umgebung verschmilzt. Neben ihrer sozialen Funktion erfüllen sie damit oft auch eine tarnende Wirkung. Beispiele für solche Gefiederzeichnungen zeigen etwa der Eichelhäher (Garrulus glandarius) mit leuchtend blauen Flügelabzeichen oder der Unglückshäher (Perisoreus infaustus) mit rötlichen Steuerfedern und Flügelbasen. Einen besonderen Fall stellen bei der Färbung die Neuwelthäher dar. Sie besitzen fast alle größere oder kleinere, intensiv gefärbte Blauanteile im Gefieder. Dabei handelt es sich wohl um ein ursprüngliches Merkmal ihres gemeinsamen Vorfahren, das auch die Arten in borealen und gemäßigten Zonen seitdem nicht verloren haben.
Männchen und Weibchen zeigen keine, juvenile und adulte Vögel meist nur geringe Unterschiede im Gefieder, so ist das Jugendgefieder bei allen Rabenvögeln weicher, lockerer und gräulicher als das Altgefieder. Bei einigen Arten sind Jung- und Altvögel allerdings deutlich verschieden. Beim Yucatanblauraben (Cyanocorax yucatanicus) wechselt das Weiß des Jugendkleids in ein tiefes Schwarz. Der Meisenhäher (Perisoreus canadensis) erhält seine helle Gesichtsbefiederung erst mit der Geschlechtsreife und besitzt zuvor ein einheitlich dunkelbraunes Kopfgefieder. Die Greisenkrähe (Corvus tristis), eine als Jungvogel auffallend weiß-graue Krähe, verliert ihre hellen Federn im Alter fast völlig und erscheint dann einheitlich schwarz. Anders als bei vielen anderen Singvogelfamilien ist das Bauchgefieder von Jungvögeln frei von Sprenkeln; die einzige Ausnahme hiervon stellt der Haubenhäher (Platylophus galericulatus) dar, dessen systematische Stellung aber umstritten ist.

### Fortbewegung

Ihre langen Beine ermöglichen es der Saatkrähe (Corvus frugilegus), sich schreitend fortzubewegen. Corviden mit kürzeren Beinen oder geringerem Gewicht bewegen sich am Boden dagegen überwiegend durch Hüpfen.

Rabenvögel bewegen sich sowohl häufig in der Luft als auch im Geäst und auf dem Boden. Unter den Gattungen und Arten gibt es aber eine große Palette an Fortbewegungsräumen und Arten. Die sehr terrestrischen Saxaulhäher (Podoces) sind geschickte und schnelle Läufer, die sich geschickt auf dem Boden bewegen und weite Strecken meist zu Fuß zurücklegen. Viele Gattungen der südostasiatischen Tropen bewegen sich dagegen hauptsächlich im Gestrüpp und Geäst und wirken durch ihre kürzeren Beine am Boden eher unbeholfen, kommen aber dennoch häufig aus Baumkronen und Büschen herab, um nach Nahrung zu suchen. Kleinere Arten hüpfen häufig oder immer, größere Rabenvögel schreiten häufiger; ihr Gang wirkt meist militärisch. Typisch für Corviden ist der asynchrone, leicht aus der Körperachse gedrehte Trippelschritt, in den sie verfallen, wenn sie sich schneller über den Boden bewegen wollen. Der Einsatz dieses sogenannten „Polka-Schritts“ steht dabei im Gegensatz zur Fortbewegung vieler anderer zweifüßiger Tiere, die hüpfen, wenn sie nur langsam, und laufen, wenn sie schnell vorankommen wollen.
In der Luft fliegen die Arten der Familie zielstrebig mit bedächtigen, kräftigen Flügelschlägen. Bei langschwänzigen Corviden mit relativ kurzen Flügeln ist der Flug aber vergleichsweise angestrengt oder wellenförmig wie bei den Baumelstern. Vor allem größere Arten mit langen Flügeln segeln auch auf warmen Luftströmen oder kreisen in großer Höhe. Bei fliegenden Rabenvögeln sind die Beine meist angezogen, seltener angelegt. Trotz ihres gewöhnlich sehr ökonomischen Flugstils sind aber nicht wenige Arten gewandte Flieger und vollführen im Flug Kunstfiguren.

### Stimme
Obwohl sie zu den Singvögeln gehören, besitzen die Rabenvögel keinen besonders melodischen Gesang, wie ihn vor allem kleinere Singvögel zur Verteidigung ihres Nistplatzes oder zur Balz einsetzen. Dafür verfügen sie über ein sehr breites Repertoire an Rufen, die durch Nuancierung, Kontextualisierung oder Kombination noch an Komplexität gewinnen. Sie klingen bei allen Arten der Familie oft krächzend, heiser und rau, können aber auch ungeahnt weichen oder plaudernden Charakter bekommen. Das Repertoire einzelner Arten bewegt sich im zweistelligen Bereich und reicht von 14 bekannten Rufen beim Azurblauraben (Cyanocorax caeruleus) bis hin zu 80 beim Kolkraben. Die Rufpalette einzelner Individuen ist bei letzterem jedoch geringer und liegt bei etwa 20 verschiedenen Lautäußerungen. Für die meisten tropischen Arten ist die Breite und Komplexität des Rufspektrums allerdings unbekannt. Rufe werden meist in sehr spezifischen Zusammenhängen eingesetzt, auch wenn sie sich von anderen eventuell nur durch Nuancen unterscheiden. Schwedische Populationen des Unglückshähers besitzen beispielsweise 14 verschiedene Rufe allein für die Gefahrenabwehr. Sie unterscheiden dabei nicht nur zwischen Eulen oder Greifvögeln, sondern auch zwischen einzelnen Gefahrenlagen und der jeweiligen Abwehrstrategie.
Rufe, die Furcht, Aggression oder Verzweiflung signalisieren sollen, sind für gewöhnlich sehr rau, schrill oder laut. Da diese Rufe am ehesten von der Umwelt wahrgenommen werden, gelten sie in der Literatur häufig als typisch. Auch Alarm-, Dominanz- oder intensive Bettelrufe sind eher krächzend und in ihrer Grundstruktur simpel. Lautäußerungen, die beschwichtigende oder werbende Gesten wie etwa die Fütterung des Partners oder moderates Betteln begleiten, sind dagegen weicher und zarter; sie wirken weniger harsch. Daneben verfügen Rabenvögel auch über Lautäußerungen, die einem Gesang nahekommen. Sie scheinen aber keine bedeutende Funktion im Revier- oder Sozialverhalten zu erfüllen und sind entsprechend weniger ausgeprägt als bei den kleinen, sperlingsähnlichen Singvögeln. Diese im Englischen oft als Subsong oder Whisper Song bezeichneten Lautserien sind vergleichsweise leise und unstrukturiert, besitzen aber trotzdem eine hohe musikalische Qualität. Sie verbinden meist verschiedene Lautäußerungen aus dem Repertoire der jeweiligen Art, die aber außerhalb ihres eigentlichen Kontexts verwendet werden. Für gewöhnlich singen Rabenvögel auf diese Weise, wenn sie sich außerhalb größerer Gruppen befinden, etwa im Flug oder auf einer Sitzwarte.
Insbesondere in Subsongs flechten Rabenvögel auch nachgeahmte Laute anderer Tiere oder andere Geräusche ihrer Umwelt ein. Viele Arten der Familie sind in der Lage, solche Laute täuschend echt zu imitieren und sie auch gezielt einzusetzen. So ruft etwa die Schmuckkitta (Urocissa ornata) wie der Besrasperber (Accipiter virgatus), um vor ebendiesem Greifvogel zu warnen und auf ihn zu hassen. Die Fähigkeit zur Kontextualisierung derartiger Laute besitzen auch Rabenvogelarten, die in der freien Wildbahn kaum akustische Mimikry zeigen: Raben und Krähen, die von Menschen aufgezogen wurden, lernten Phrasen und Worte in ihrem gesellschaftlichen Zusammenhang zu benutzen, etwa als Grußformeln. Die Imitation wird den Rabenvögeln durch ihren hoch entwickelten Sprechapparat, vor allem ihre Stimmbänder, ermöglicht; die ursprüngliche Funktion dieser Mimikry ist jedoch ungeklärt. Das insgesamt sehr vielseitige akustische Vokabular der Rabenvögel ist wahrscheinlich eine Folge ihrer komplexen sozialen Organisation, die ein hohes Maß an Kommunikation nach sich zieht.

## Verbreitung und Wanderungen

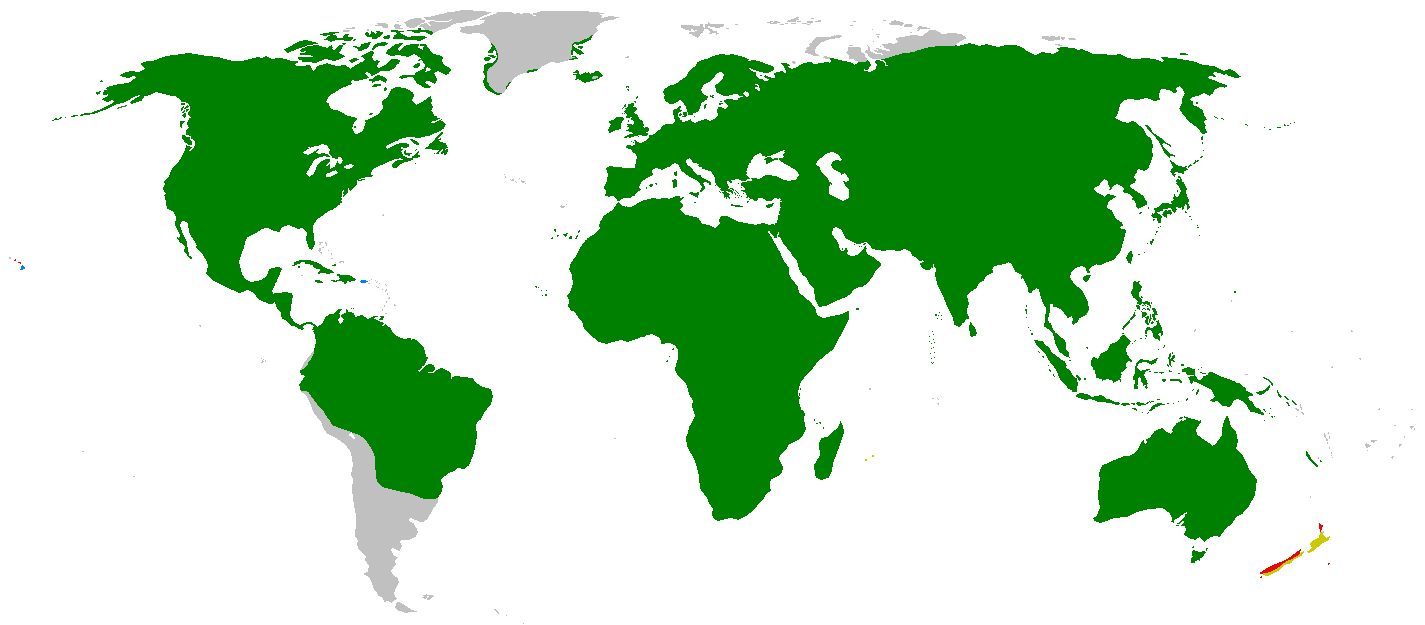
Verbreitung der Rabenvögel. Grün: natürliche Verbreitung; gelb: (wieder-)eingeführt; rot: vor 1500 ausgestorben; blau: nach 1500 ausgestorben.

Rabenvögel sind fast überall auf der Welt anzutreffen. Vor allem südöstlich des Himalayas bis nach Südostasien sind viele Gattungen beheimatet, die zu den ursprünglicheren Vertretern der Familie zählen, etwa die Baumelstern (Dendrocitta) oder die Kittas (Urocissa). Mehreren Gattungen wie den Garrulus-Hähern, den Blauelstern (Cyanopica) oder den Bergkrähen (Pyrrhocorax) gelang es, unabhängig voneinander Eurasien und Nordafrika zu besiedeln. Die Unglückshäher (Perisoreus), die Echten Elstern (Pica) und die Nussknacker (Nucifraga) gelangten darüber hinaus auch bis nach Nordamerika. Auf beiden amerikanischen Kontinenten lebt auch die Gruppe der Neuwelthäher, deren Vertreter von Zentralkanada bis Nordargentinien anzutreffen sind. Südlich der Sahara konnten sich mit dem Akazienhäher (Zavattariornis stresemanni) und dem Piapia (Ptilostomus afer) zwei monotypische Gattungen etablieren.
Östlich der Wallace-Linie kommen mit Ausnahme der Raben und Krähen (Corvus) keine Rabenvögel vor. Diese relativ junge Gattung breitete sich nicht nur in der gesamten Paläarktis aus, sondern stieß auch bis ins südliche Afrika und nach Australien vor, wo es zuvor keine Rabenvögel gegeben hatte. Daneben besiedelten sie auch die Subantarktis und erreichten selbst abgelegene Inseln wie den Hawaii-Archipel und Neuseeland. Die Gattung Corvus ist heute fast weltweit verbreitet und fehlt nur in Südamerika, wo die Blauraben (Cyanocorax) ihre ökologische Nische einnehmen.
Saisonales Wanderungsverhalten zeigen nur einige Rabenvogelarten der Nordhalbkugel, während die Arten der Tropen und Subtropen meist Stand- oder Strichvögel sind. Dabei gibt es zwischen sympatrischen Arten oder innerhalb einer Spezies Unterschiede. Adulte nordeuropäische Tannenhäher (Nucifraga caryocatactes) verbleiben beispielsweise das ganze Jahr über in ihren Brutgebieten. Ihre über das Jahr angelegten Vorratslager ermöglichen ihnen nicht nur ein sicheres Überwintern, sie binden sie auch gleichzeitig an ihr Brutrevier. Allerdings kommt es oft zu eruptiven Wanderungsbewegungen unverpaarter Jungvögel, die aus Mangel an Nahrung oder Nistplätzen zu mehreren Tausend in den Südwesten des Kontinents einfliegen. Die Saatkrähenpopulationen der nördlichen Breiten ziehen dagegen im Winter regelmäßig nach Süden. In den letzten Jahrzehnten hat sich ihre Zugdistanz aber merklich verringert, was wohl auf ein verbessertes Nahrungsangebot in den Brutregionen zurückzuführen ist. Gleiches gilt für viele andere Arten der Rabenvögel, deren Zugverhalten eine Reaktion auf im Winter zurückgehende Nahrungsquellen ist. Der überwiegend fleischfressende Kolkrabe (Corvus corax) ist nicht auf saisonale Nahrung angewiesen und stößt deshalb nicht nur weiter nordwärts vor als alle anderen Arten, sondern kann auch im arktischen Winter an den Felsklippen Grönlands ausharren. Neben geographischen Wanderungen führen einige Arten auch Höhenwanderungen durch. Solche Zugbewegungen kommen etwa bei den Alpendohlen (Pyrrhocorax graculus) in den europäischen Alpen vor, die im Winter in die wärmeren und vom Menschen besiedelten Täler hinabsteigen.

## Lebensraum

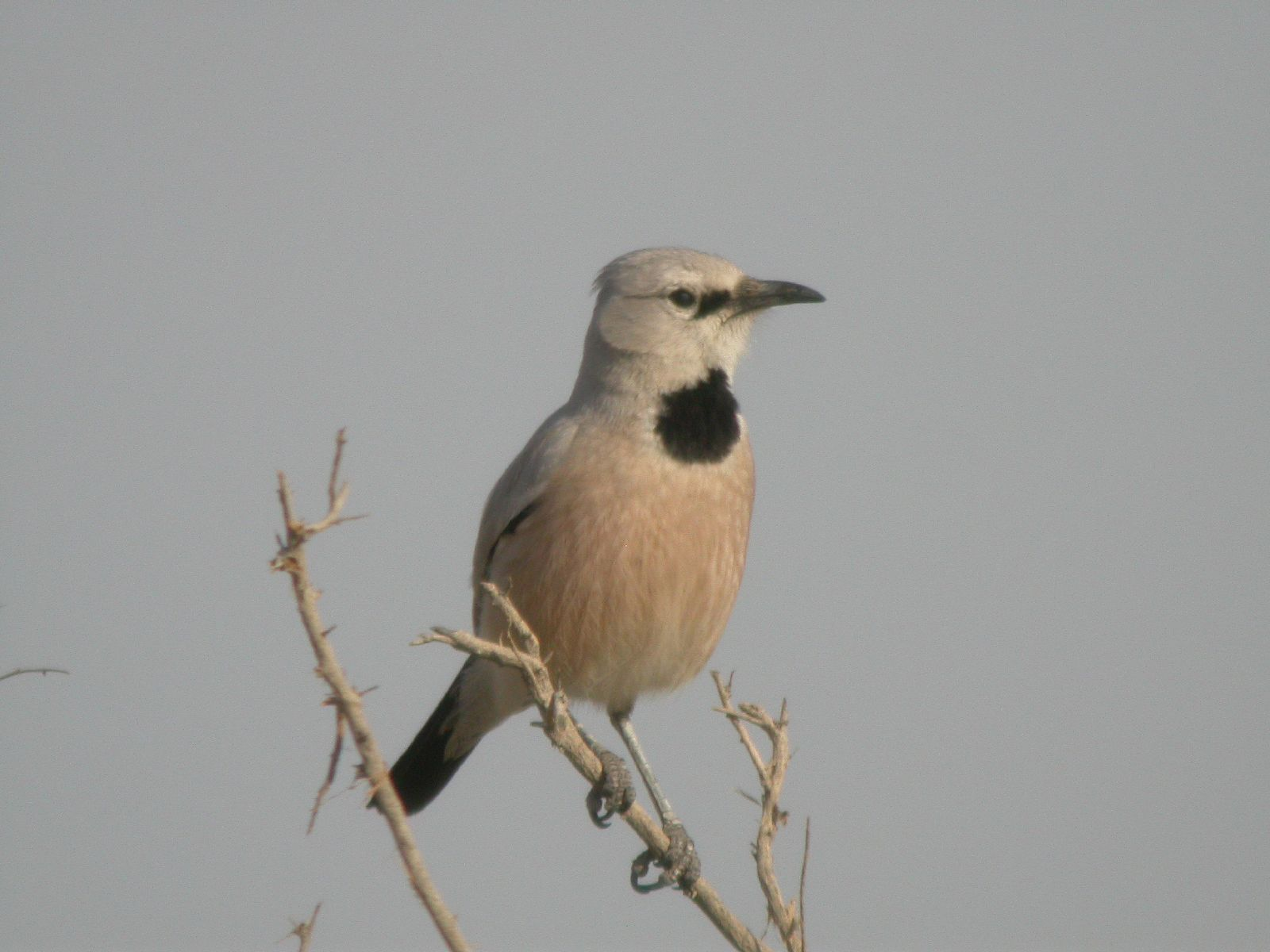
Gilt als Habitatsspezialist unter den Rabenvögeln: Der Saxaulhäher (Podoces panderi) aus den Wüsten Zentralasiens

Wenige Familien der Singvögel bewohnen so verschiedene Habitate wie die Rabenvögel. Neben ihrem vermutlich ursprünglichsten Habitat, den dichten Tropenwäldern Südostasiens, haben Corviden vielfach auch offene und halboffene Landschaften in allen Klimazonen erobert. Die Bergkrähen (Pyrrhocorax), die heute nur noch in Gebirgen und an Steilküsten anzutreffen sind, konnten im Pleistozän die damals weiten Steppenlandschaften Eurasiens besiedeln. Diese Nische wird heute weitgehend von den Raben und Krähen (Corvus) eingenommen, deren häherartiger Vorfahre wohl noch in den Wäldern Nordeurasiens lebte. Noch weiter von der ursprünglich arborealen Lebensweise der Familie emanzipiert haben sich der Akazienhäher (Zavattariornis stresemanni) im äthiopischen Hochland und die Saxaulhäher (Podoces) aus den Geröll- und Sandwüsten Zentralasiens. Sie nutzen Bäume oder Büsche fast nur noch zum Brüten und sind in dieser Hinsicht sehr anspruchslos geworden. Ähnliches gilt für Arten, die wie der Geierrabe (Corvus albicollis) oder die Dohle (Corvus monedula) zu Klippen- beziehungsweise Höhlenbrütern wurden. Mit der Eroberung der Habitate gingen eine Reihe physiologischer und morphologischer Anpassungen einher. Der Meisenhäher (Perisoreus infaustus) ist beispielsweise einer der kleinsten Vögel, die das ganze Jahr über in borealen Nadelwäldern ausharren. Um seine Körpertemperatur aufrechtzuerhalten, müsste ein Vogel seiner Größe eigentlich 50 % seines Körpergewichts pro Tag in Fett aufnehmen, wofür er während der Tage um die Polarnacht nur vier bis sechs Stunden zur Verfügung hat. Der Meisenhäher bewältigt diese Herausforderung durch Hypothermie; die Art kann Körpertemperaturen von bis zu 4,5 °C tolerieren.

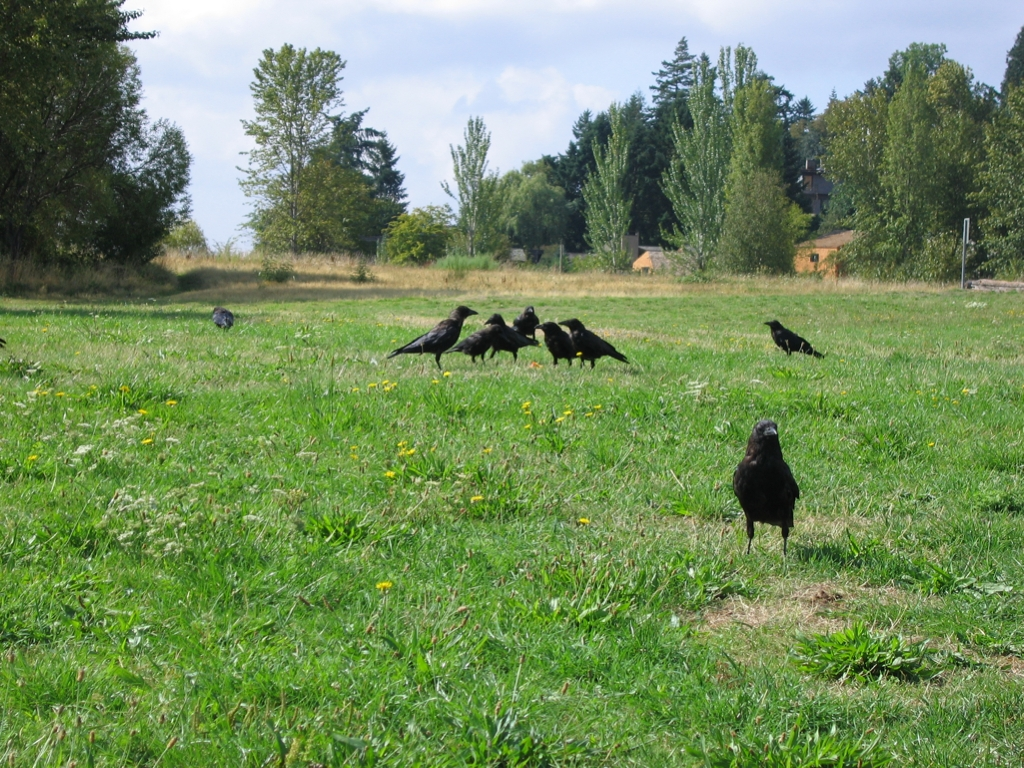
Offene und halboffene Lebensräume spielen für die meisten Rabenvögel eine wichtige Rolle, auch für Kulturfolger wie die Amerikanerkrähe (Corvus brachyrhynchos)

Die größte Habitatsvielfalt innerhalb einer Gattung findet sich unter den Raben und Krähen. Während die Habitate anderer Gattungen in aller Regel sehr homogen sind, versammeln die Raben und Krähen Dschungel- wie Gebirgsbewohner sowie Felsen-, Höhlen- und Baumbrüter. Dass die Gattung in kurzer Zeit so verschiedene Habitate wie die arktische Tundra oder die indonesischen Regenwälder besiedeln konnte, wird weniger auf eine spezifische Anpassung als vielmehr auf die fehlende Spezialisierung dieser Gruppe zurückgeführt. Da Raben und Krähen bei ihrer Nahrungswahl sehr anspruchslos sind und durch ihre Intelligenz auch an schwer zugängliche Nahrung kommen, können sie in einer Vielzahl verschiedener Lebensräume überleben. In geringerem Maß gilt das auch für andere Corviden wie die Echten Elstern (Pica) oder einige Neuwelthäher. Arten, die bereits früh in ihrer Entwicklungsgeschichte mit Menschen zusammentrafen, wurden dabei zu erfolgreichen Kulturfolgern. Die indische Glanzkrähe (Corvus splendens) ist dabei von allen Arten am weitesten gegangen: Sie hat ihr ursprüngliches Habitat vollständig aufgegeben und ist heute ausschließlich in der Nähe menschlicher Siedlungen anzutreffen, von wo sie sogar größere Raben und Krähen verdrängt.

## Lebensweise

### Ernährung

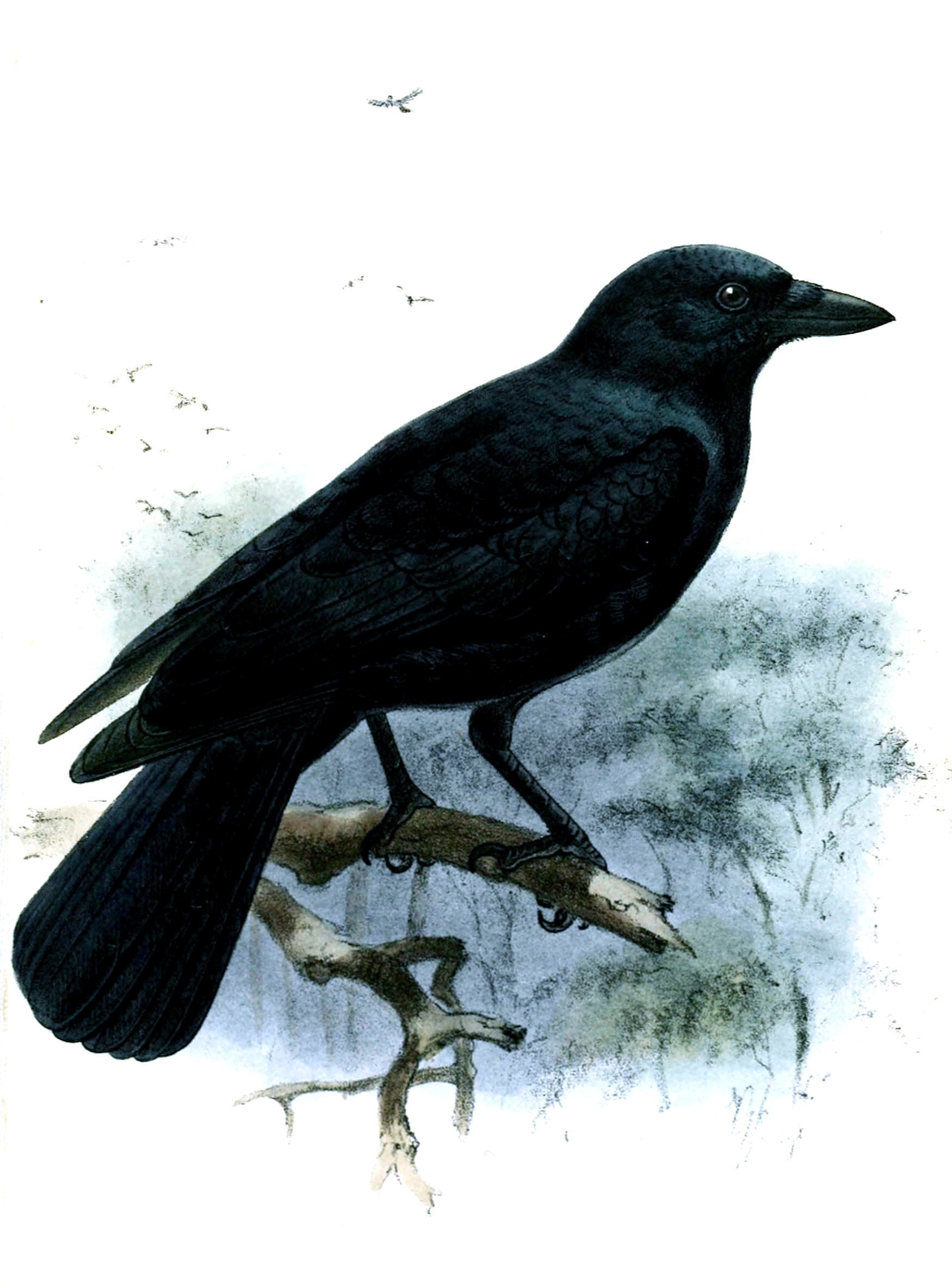
Die neukaledonische Geradschnabelkrähe (Corvus moneduloides) angelt mit zurechtgebogenen Blattstielen unter der Baumrinde nach Bockkäferlarven und hat damit eine der ausgefeiltesten Techniken zum Nahrungserwerb entwickelt

Fast alle Rabenvögel haben ein sehr vielseitiges Nahrungsspektrum, das sowohl tierische wie auch pflanzliche Kost umfasst. Bei fast allen Arten der Familie finden sich Insekten, Früchte, Samen, Eier, Aas und kleine Wirbeltiere in der Nahrung. Nicht alle Arten sind aber gleichermaßen omnivor. Der Nacktschnabelhäher (Gymnorhinus cyanocephalus) ernährt sich überwiegend von den Samen einiger weniger Kiefernarten des westlichen Nordamerikas und steht mit ihnen in einer engen ökologischen Beziehung. Der Kolkrabe ist hingegen ein ausgeprägter Fleisch- und Aasfresser, während sich Saxaulhäher und Bergkrähen zu einem großen Teil von Insekten ernähren. Auch regional und saisonal können die Anteile bestimmter Futterquellen an der Nahrung schwanken. Rabenvögel sind sehr opportunistisch und halten sich bei der Nahrungssuche in der Regel an die vorhandene oder ergiebigste Nahrung. Zudem sind sie sehr neugierig und testen jedes ihnen unbekannte Objekt auf seine Verwertbarkeit. So kommt es beispielsweise, dass sich im Magen von Saatkrähen (Corvus frugilegus) öfter Gummiringe finden, die von den Vögeln ihrer Konsistenz wegen für Fleischstücke gehalten wurden. Gleichzeitig führte dieses Verhalten dazu, dass Rabenvögel im westlichen Volksglauben wie in der Wissenschaft lange Zeit als wahllose Allesfresser galten, die auch mit sehr nährstoffarmem Futter überleben können. Tatsächlich sind aber selbst so vielseitige Nahrungsverwerter wie die Rabenkrähe (Corvus corone) auf eine ausgewogene Nahrung mit entsprechendem Nährstoffgehalt angewiesen.
So vielfältig wie das Nahrungsspektrum sind innerhalb der Familie auch die Techniken, die zum Nahrungserwerb eingesetzt werden. Nüsse, Insekten oder andere Nahrungsstücke werden vom Boden oder von Blättern aufgelesen oder von Zweigen gepflückt. Je nach Schnabelform werden Larven aus dem Erdboden gestochert oder gegraben. Wirbeltiere werden unter Einsatz der Füße gefangen und mit gezielten Schnabelhieben getötet. Der Nahrungserwerb kann sowohl allein als auch in Gruppen erfolgen, wobei ein fressender Rabenvogel schnell Artgenossen anzieht. Das sogenannte Zirkeln ist eine Spezialität der Corviden sowie unabhängig davon der Stare. Dabei wird der geschlossene Schnabel in eine Öffnung gesteckt und dann mit Kraft zu öffnen versucht, um die Öffnung zu erweitern und an eventuell darin lagerndes Futter zu gelangen. Rabenvögel sind auch darüber hinaus sehr einfallsreich, wenn es darum geht, an ungewöhnliche oder vermeintlich unzugängliche Nahrung zu gelangen. Nebelkrähen (Corvus cornix) in Finnland haben gelernt, die unbewachten Angelleinen von Eisfischern aus ihren Löchern zu ziehen, um dann den daran hängenden Fisch zu fressen. Grünhäher (Cyanocorax luxuosa) wurden dabei beobachtet, wie sie mit Hilfe eines Zweiges unter der Rinde eines toten Baumes erfolgreich nach Insekten stocherten und sie anschließend verzehrten. Für ein ähnliches Verhalten ist die neukaledonische Geradschnabelkrähe (Corvus moneduloides) bekannt, die mit großer Sorgfalt zunächst Blattstiele bearbeitet, um dann holzbewohnende Larven so lange damit zu traktieren, bis sich diese in den Stiel verbeißen und von der Krähe aus ihren Fraßgängen gezogen werden können. Kleptoparasitismus ist ein häufig zu beobachtendes Verhalten bei Rabenvögeln. Amerikanerkrähen (Corvus brachyrhynchos) warten etwa darauf, dass Grauhörnchen Futter aus einem für die Krähen unzugänglichen Mülleimer holen, um es ihnen anschließend abzujagen. Von Beuteraub durch Corviden sind aber nicht nur kleinere Tiere betroffen. Rabenvögel sind äußerst forsch und vertreiben im Schwarm häufig größere Greifvögel von Kadavern oder lenken sie gemeinschaftlich ab, um ihnen Beutebrocken zu entwenden. Der Kolkrabe dürfte darüber hinaus mit dafür verantwortlich sein, dass die mit ihnen vergesellschafteten Wölfe in Rudeln jagen: Die Nahrungsausbeute im Verhältnis zum Jagdaufwand ist für einen einzelnen Wolf am günstigsten. Ein Kolkrabenschwarm kann einem Wolf aber über die Hälfte seiner Beute abnehmen, ohne dass sich der Wolf effektiv dagegen wehren könnte. Erst mit zunehmender Rudelgröße sinkt der Erfolg der Raben.
Nahrungsstücke werden hauptsächlich mit dem Schnabel transportiert und bearbeitet. Häufig werden aber die Füße zur Hilfe genommen, um ein Nahrungsstück festzuhalten, wenn der Vogel mit dem Schnabel darauf einschlägt. Das Kiefergelenk der Neuwelthäher erleichtert ihnen das Aufschlagen von Nüssen und ähnlichen Objekten, indem es die Meißelfunktion des Schnabels noch weiter unterstützt. Andere Rabenvogelarten wie der Kiefernhäher (Nucifraga columbiana) haben einen geraden, spitzen Schnabel, der sich besonders gut zum Aufhämmern von Nadelbaumsamen eignet. Klebrige oder schmierige Futterstücke werden vor dem Verzehr meist ins Wasser getaucht, wahrscheinlich um einer Verschmutzung von Gefieder oder Schnabel vorzubeugen. Alle Rabenvögel besitzen einen Verstecktrieb, der sie dazu veranlasst, überzähliges Futter zu verstecken, um es für später aufzubewahren, auch wenn sie nicht auf solche Verstecke angewiesen sind. Die Nahrung wird dabei meist vergraben, verderbliches Futter aber an der Erdoberfläche versteckt. Die Unglückshäher (Perisoreus) kleben ihr gefundenes Futter mit Speichel in Rindenfurchen. Auch sehr hungrige Rabenvögel schaffen zunächst überschüssiges Futter beiseite, bevor sie ganz zuletzt zu fressen beginnen. Das Futter wird nicht zentral versteckt, sondern auf mehrere Lager verteilt, die oft nur ein einziges Nahrungsstück enthalten. Die Verstecke werden von den Vögeln auch noch Monate später und selbst unter dicken Schneedecken gefunden. Anders als bei hortenden Säugetieren spielt der Geruchssinn dabei offenbar keine Rolle, die Vögel verlassen sich vielmehr allein auf ihr räumliches Gedächtnis. Wenn Rabenvögel einander beim Verstecken beobachten, räumt der Beobachter anschließend meist die Verstecke des Beobachteten aus. Der so Beraubte lernt dann aus dieser Erfahrung, auch wenn er das Ausräumen nicht selbst mitbekommen hat, und versteckt seine Nahrung fortan nicht mehr, wenn ein Artgenosse in der Nähe ist. Auch wenn die meisten Verstecke anschließend wieder ausgeräumt werden, bleibt stets ein gewisser Anteil des Futters im Boden zurück. Damit tragen einige Rabenvögel entscheidend zur Ausbreitung vieler Baumarten bei.

### Sozial- und Territorialverhalten

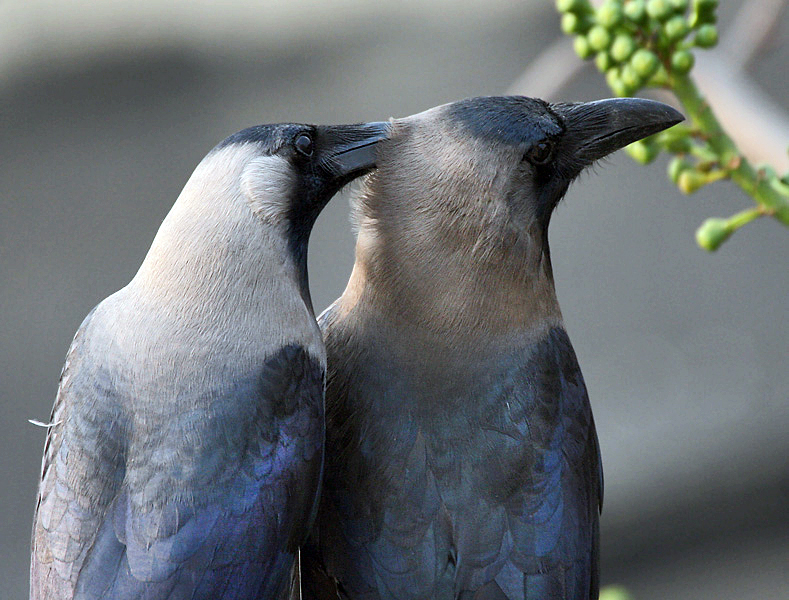
Ein Glanzkrähenpaar (Corvus splendens) bei der gegenseitigen Gefiederpflege

Das Sozialverhalten der Rabenvögel ist sehr ausgeprägt. Alle Arten bilden kleinere oder größere Schwärme, die gemeinsam schlafen, fressen oder ziehen. Der Vergesellschaftungsgrad ist innerhalb der Familie sehr unterschiedlich. Während Saatkrähen große Schlaf- und Brutkolonien bilden und Nacktschnabelhäher in Schwärmen von durchschnittlich 250 Vögeln leben, bewegen sich adulte Kolkraben grundsätzlich in Paaren. Unverpaarte Jungvögel bilden allerdings ebenfalls lose Assoziationen, die miteinander Nahrung suchen. Das Leben in Schwärmen bietet Rabenvögeln Vorteile bei der Suche von Nahrung, der Abwehr von Feinden und gelegentlich auch bei der Brutpflege.
Innerhalb der Gemeinschaften bestehen Hierarchien, die aber nicht notwendigerweise transitiv sind: Vogel A kann gegenüber Vogel B dominant sein und Vogel B über Vogel C, ohne dass Vogel A auch über Vogel C dominiert. Die Dominanz eines Vogels kann sich auch nur auf ein kleines Gebiet (etwa einen Brut- oder Schlafplatz) beschränken, während jenseits der Gebietsgrenzen ein anderer Vogel tonangebend ist. Die Stellung innerhalb dieser Hierarchien entscheidet über die Durchsetzungskraft der Vögel gegenüber Artgenossen, wenn es um den Kampf um Nahrung oder Nistplätze geht. Das Anerkennen solcher Hierarchien dient auch dazu, Konflikte im Schwarm relativ gewaltfrei zu lösen. Daneben gibt es aber auch freundschaftliche Beziehungen zwischen Individuen und fürsorgliches Verhalten gegenüber kranken oder verletzten Artgenossen.
Brutpartner entwickeln eine besondere Beziehung zueinander, die sich in reduzierter Individualdistanz und gegenseitiger Körperpflege niederschlägt. Sie besetzen zusammen nicht nur Nistplätze, sondern verteidigen sie auch gegen Artgenossen und andere Vögel. Die verteidigten Territorien können sehr groß sein, wie etwa bei einigen Raben, oder aber sehr klein, wie bei der Saatkrähe.

### Fortpflanzung und Brut

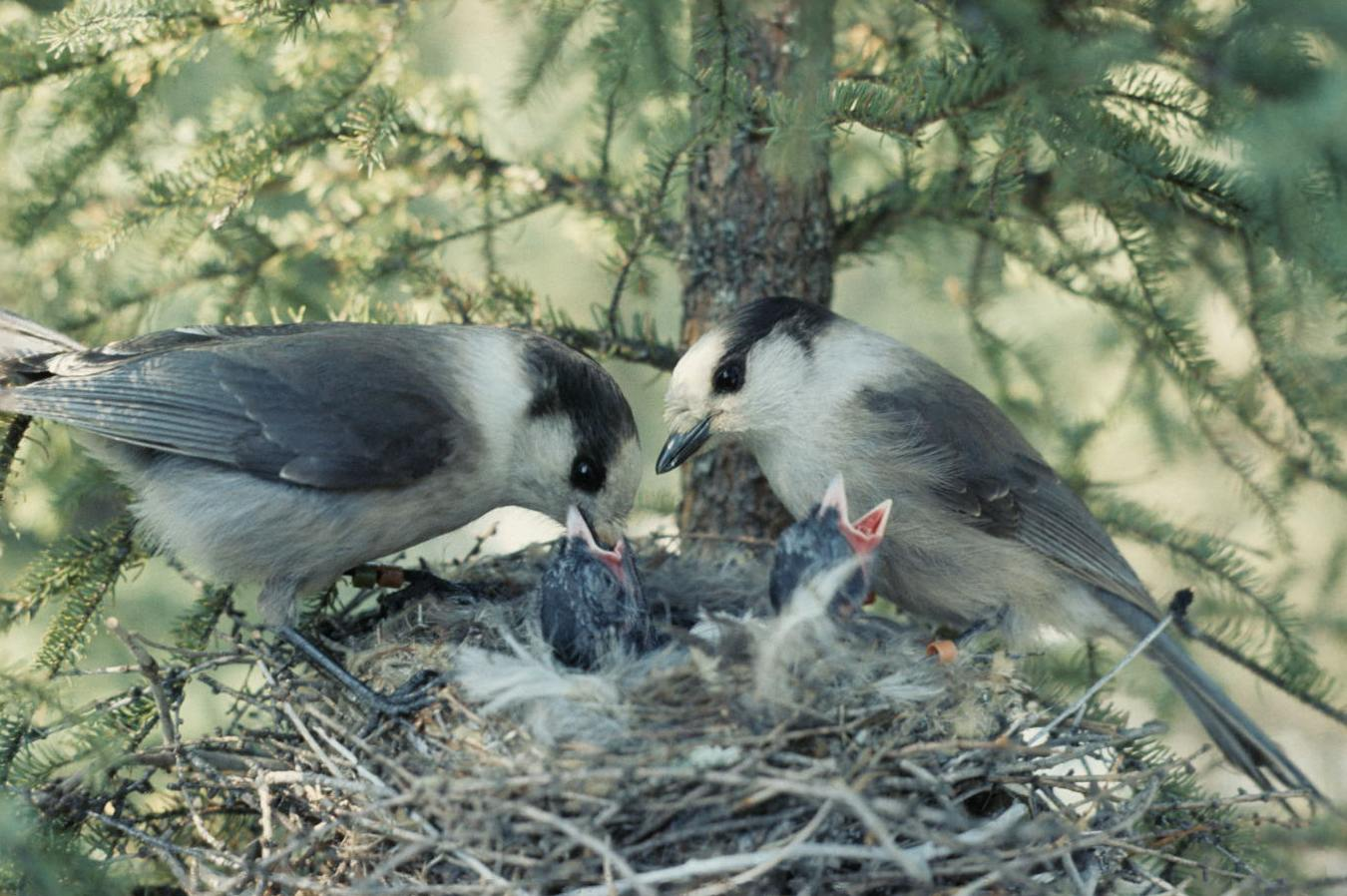
Zwei Meisenhäher füttern ihre Brut

Rabenvögel leben tendenziell monogam und bilden lebenslange Brutpaare. Zwar kann es vereinzelt auch zu zusätzlichen Kopulationen kommen, nur der Partner wird aber stets versorgt und, wenn die Paarbindung länger als ein Jahr gehalten hat, nicht verlassen. Nur das Verschwinden eines Partners, krankheitsbedingter Ausfall oder sein Tod führen in der Regel zur Neuverpaarung des verbliebenen Partners. Der Effekt dieser lebenslangen Treue ist ein steigender Bruterfolg: Je länger Paare zusammenbleiben, desto höher sind die Ausflugraten ihrer Gelege.
Die Brutsysteme unterscheiden sich innerhalb der Familie, den einzelnen Gattungen und sogar zwischen Populationen der gleichen Art teils deutlich. Es werden grob drei verschiedene Brutsysteme unterschieden: Brutaufzucht nur durch das Elternpaar, die Mitversorgung durch nichtbrütende Artgenossen sowie die um einige Monate bis Jahre verzögerte Eigenständigkeit des letztjährigen Nachwuchses, der als Übergangsform betrachtet wird. Die alleinige Aufzucht durch die Eltern ist in der Regel mit starker Territorialität verbunden, Bruthelfer finden sich hingegen eher bei Koloniebrütern. Bruthelfervögel profitieren von ihrer Tätigkeit durch eine höhere Erfahrung, die bei späteren eigenen Bruten zu größerem Erfolg führt. Ihre Tätigkeit kann auch über reine Fütterung hinausgehen oder andere Bereiche betreffen, etwa die Verteidigung des Territoriums oder den Nestbau. Ausschlaggebend für ein Brutsystem ist möglicherweise die Zahl der verfügbaren Brutterritorien und die Ergiebigkeit von umliegenden Nahrungsquellen. Bruthelfer können ihre Tätigkeit mehrere Jahre ausüben, bevor sie selbst brüten. Häufig besetzen sie dann Territorien in der Nähe. Das gilt besonders, wenn es sich um Nachkommen des ursprünglichen Brutpaares handelt.

## Fressfeinde und Parasiten
Vor allem größere Rabenvögel haben kaum ausgemachte Fressfeinde. Der Kolkrabe als größter Singvogel wird nur von wenigen Tieren, etwa Wanderfalken, erbeutet, ist aber umgekehrt auch in der Lage, diese zu töten. Wo Rabenvögel in Schwärmen auftreten, vertreiben sie häufig auch viel größere Greifvögel, aber auch andere Rabenvogelarten. Kleinere Corviden fallen dagegen häufig Habichten und Sperbern (Accipiter) und anderen spezialisierten Vogeljägern zum Opfer. 

## Taxonomie und Entwicklungsgeschichte

### Äußere Systematik
Die Rabenvögel sind eine eher ursprüngliche Familie der Singvögel. Ihre Schwesterfamilie sind aller Wahrscheinlichkeit nach die Würger (Lanidae). Näher verwandt mit den Rabenvögeln sind auch die Paradiesvögel. Die Rabenvögel entwickelten sich wahrscheinlich in Südostasien, wo auch heute noch eine große Vielfalt an Gattungen anzutreffen ist. Der älteste bekannte Vertreter der Familie ist Miocorvus larteti aus dem mittleren Miozän Frankreichs, gefolgt von Miopica paradoxa aus dem späten Miozän der Ukraine und Miocitta galbreathi aus dem oberen Miozän Colorados.

### Innere Systematik
Die DNA fast aller Gattungen der Rabenvögel wurde unter Führung von Per Ericson in einer 2005 veröffentlichten Studie untersucht. Dabei stellte sich die Monophylie der untersuchten Gruppe und ihre groben Entwicklungslinien heraus:
- Bergkrähen und südostasiatische Elstern:  Diese monophyletische Gruppe trennte sich bereits früh vom Vorfahren der anderen Rabenvögel und entstand in Südostasien. Die südostasiatischen Baumelstern (Dendrocitta), Trauerelstern (Platysmurus), Leiterschwanzelstern (Temnurus) und Rakettschwanzelstern (Crypsirina) bewohnen den indischen Subkontinent, Südostasien und Indonesien. Die Bergkrähen wurden früher als nahe Verwandte der Raben und Krähen angesehen, sind aber viel ursprünglicher und bilden die Schwestergruppe der südostasiatischen Elstern oder sogar der ganzen übrigen Corviden. Von dort aus verbreiteten sie sich im Pleistozän über ganz Eurasien.[42]
- Grünelstern und Kittas:  Auch die Grünelstern (Cissa) und die Kittas (Urocissa) haben ihren Ursprung und ihre Verbreitung im südostasiatischen Raum und bewohnen einen ähnlichen Lebensraum wie die südostasiatischen Elstern. Sie spalteten sich etwas später vom Rest der Rabenvögel ab als die erste Gruppe.[41]
- Blauelstern und Unglückshäher:  Die äußerlich und ökologisch sehr unterschiedlichen Blauelstern (Cyanopica) und Unglückshäher (Perisoreus) entstammen einem gemeinsamen Vorfahren. Während die Unglückshäher boreale und montane Nadelwälder bewohnen, sind Blauelstern in mediterranen, halboffenen Parklandschaften anzutreffen. Das Verbreitungsgebiet der Unglückshäher erstreckt sich über das nördliche Eurasien und Nordamerika, das der Blauelstern zerfällt hingegen auf zwei Reliktareale auf der Iberischen Halbinsel und Ostasien. Fossilfunde zeigen, dass diese Gattung in früherer Zeit weiter verbreitet war.[43]
- Neuwelthäher:  Die Neuwelthäher umfassen all jene Gattungen der Rabenvögel, die ausschließlich auf dem amerikanischen Doppelkontinent vorkommen. Sie entstanden, nachdem ihr gemeinsamer Vorfahr vor 8–10 Millionen Jahren über eine Landbrücke Nordamerika erreichte. Ihr Kiefergelenk ermöglicht ihnen das Hämmern mit geöffnetem Schnabel und unterscheidet sie anatomisch von allen anderen Rabenvögeln.[43]
- Echte Elstern und Trockenlandhäher:  Die Echten Elstern (Pica) sind Vögel des gemäßigten Parklands und holarktisch verbreitet. Sie sind nahe mit den Akazienhähern (Zavattariornis), Piapias (Ptilostomus) und Saxaulhähern (Podoces) verwandt, die allesamt trockene bis wüstenartige Habitate in der Nordhälfte Afrikas und in Zentralasien bewohnen.[44]
- Raben, Krähen, Eichelhäher und Nussknacker:  Eine vergleichsweise junge Gruppe stellen die Häher der Gattung Garrulus, die Nussknacker (Nucifraga) und die Raben und Krähen (Corvus) dar. Garrulus und die Nussknacker sind jeweils auf bestimmte Samen und Nüsse als Nahrung spezialisiert. Die nahe verwandten Raben und Krähen sind dagegen eine wenig spezialisierte und ökologisch sehr erfolgreiche Gruppe von Vögeln, die eine Vielzahl von Habitaten besiedelte und auch als erste unter den Rabenvögeln das südliche Afrika, Australien und abgelegene ozeanische Inseln erreichte.[45]

Die Zugehörigkeit des Haubenhähers (Platylophus galericulatus) zu den Rabenvögeln ist seit langem umstritten. Osteologische Merkmale und Verhaltensbefunde sprechen nach Ansicht vieler jüngerer Studien dafür, dass die Art kein Rabenvogel ist. Eingehende Untersuchungen ihrer DNA stehen jedoch bisher aus.

## Wortherkunft
Fast alle Arten der Familie Corvidae tragen in ihrem Trivialnamen die Zusätze „Krähe“, „Häher“, „Rabe“ oder „Elster“. Diese Namen bezeichneten ursprünglich Vogelarten aus dem deutschen Sprachraum und wurden später auf andere Arten der Familie übertragen. „Krähe“ stammt vom althochdeutschen krāha ab, das eine lautmalerische Bezeichnung für die kleineren Arten der Gattung Corvus darstellt. Ähnliches gilt für „Rabe“, das vom althochdeutschen hraban (Krächzer) kommt. Das althochdeutsche „hehara“ ist ebenfalls ein lautmalischer Name, der sich ursprünglich auf den Eichelhäher und seinen Ruf bezog. „Elster“ leitet sich vom althochdeutschen „agalstra“ her, dessen Bedeutung ungeklärt ist.

## Mythologie und Ansehen
Eine kulturelle Rezeption erfuhren unter den Rabenvögeln vor allem die Raben und Krähen (Corvus), aber auch die Unglückshäher (Perisoreus) und die Elster (Pica pica). Die menschliche Sichtweise auf Rabenvögel war stets ambivalent. Einerseits waren viele Arten stets in der menschlichen Umgebung präsent, ihre Rolle im menschlichen Leben war aber zu keiner Zeit so zentral wie die von Nutztieren oder Fressfeinden. Rabenvögel wurden nie domestiziert, da sie im Vergleich zu Hühnern oder Gänsen keinen besonderen Ertrag abwarfen und zudem im Ruf standen, nicht gut zu schmecken. Entsprechend rar sind Referenzen an Rabenvögel in systematisierten Mythologien, sie treten oft nur am Rande und anekdotisch auf, auch wenn ihnen bisweilen eine Schlüsselrolle zukommt, etwa als Erschaffer der Welt bei sibirischen und indianischen Völkern, der seine Macht aber bald verliert. In vielen Kulturen wurden Rabenvögel als Omentiere angesehen, der Kolkrabe etwa galt in der Mythologie des alten Roms als wichtigster Vogel für die Auspizien der Auguren. Als Unheilsbote galten Rabenvögel vor allem wegen ihrer Affinität zu Aas und ihres oft massenhaften Auftretens nach Schlachten, wo sie von den Leichen der Gefallenen fraßen. Die esoterisch oft nachgesagte Nähe zum Tod rührt auch her von dem vermehrten Auftreten von Raben an Hinrichtungsstätten, da die Leichname Hingerichteter in aller Regel hängenblieben, bis sie u. a. durch Tiere gefressen waren. Erst die Gebeine wurden dann verscharrt. Aber auch kleineren Arten wie den Unglückshähern (Perisoreus) wurde nachgesagt, es bringe Unglück, ihre Nester zu finden.
Während Rabenvögel während des europäischen Mittelalters als willkommene Säuberer in den Städten und Dörfer gesehen wurden, verloren sie dieses Ansehen mit der Neuzeit, als die Städte zunehmend sauberer wurden und die Vögel damit ihre alte Funktion verloren. In den Vordergrund rückten sie stattdessen als Landwirtschafts- und Wildschädlinge, die in der Folge massiv verfolgt wurden. Elstern, Raben und Krähen wurden in vielen Gegenden der Welt verfolgt und abgeschossen, weshalb etwa der Kolkrabe in Mitteleuropa und im östlichen Nordamerika weitflächig ausstarb. Erst gegen Ende des 20. Jahrhunderts ließ der Verfolgungsdruck in vielen Regionen nach, sodass Rabenvögel dort wieder heimisch werden konnten.

## Galerie

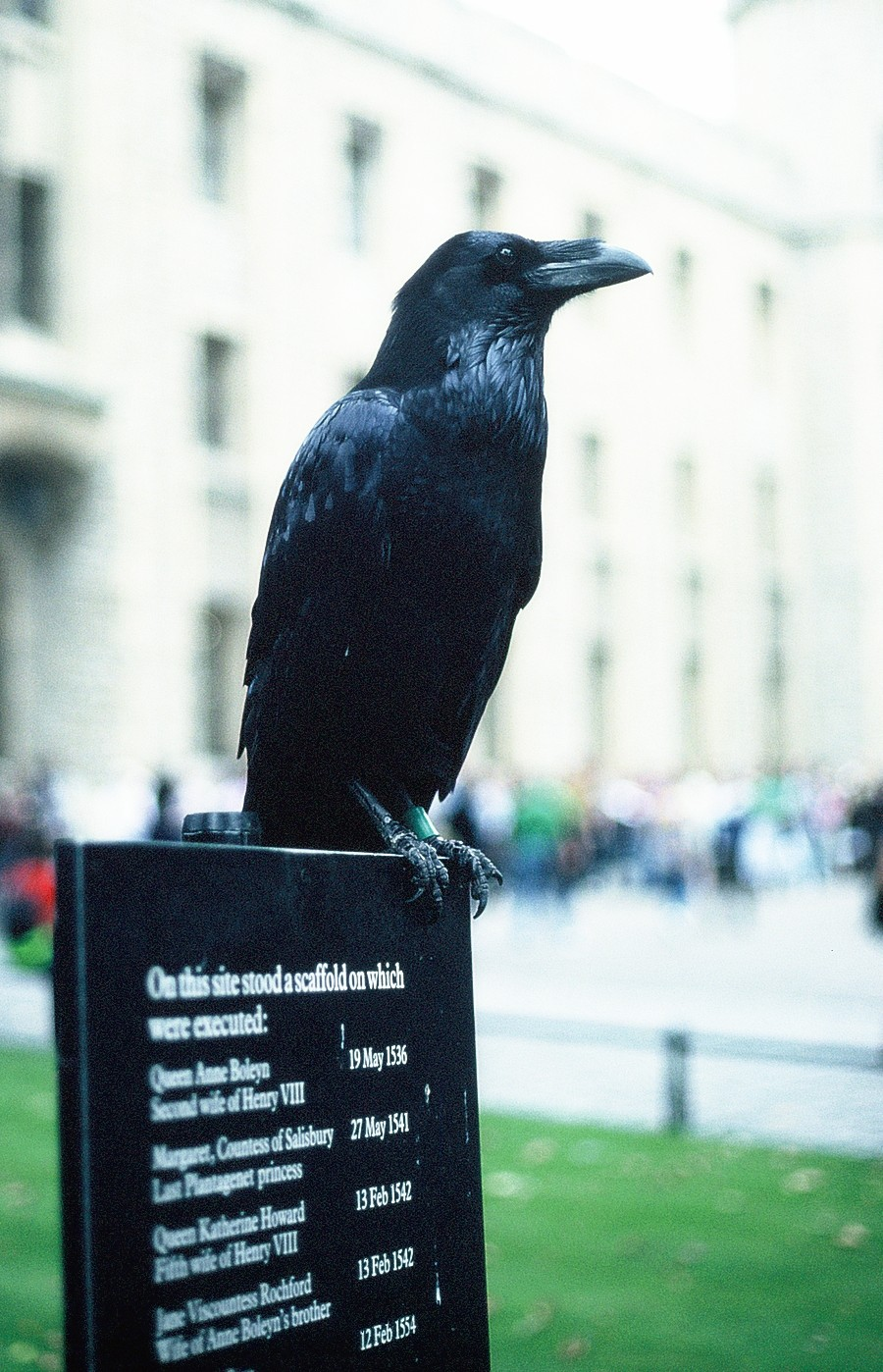
Kolkrabe
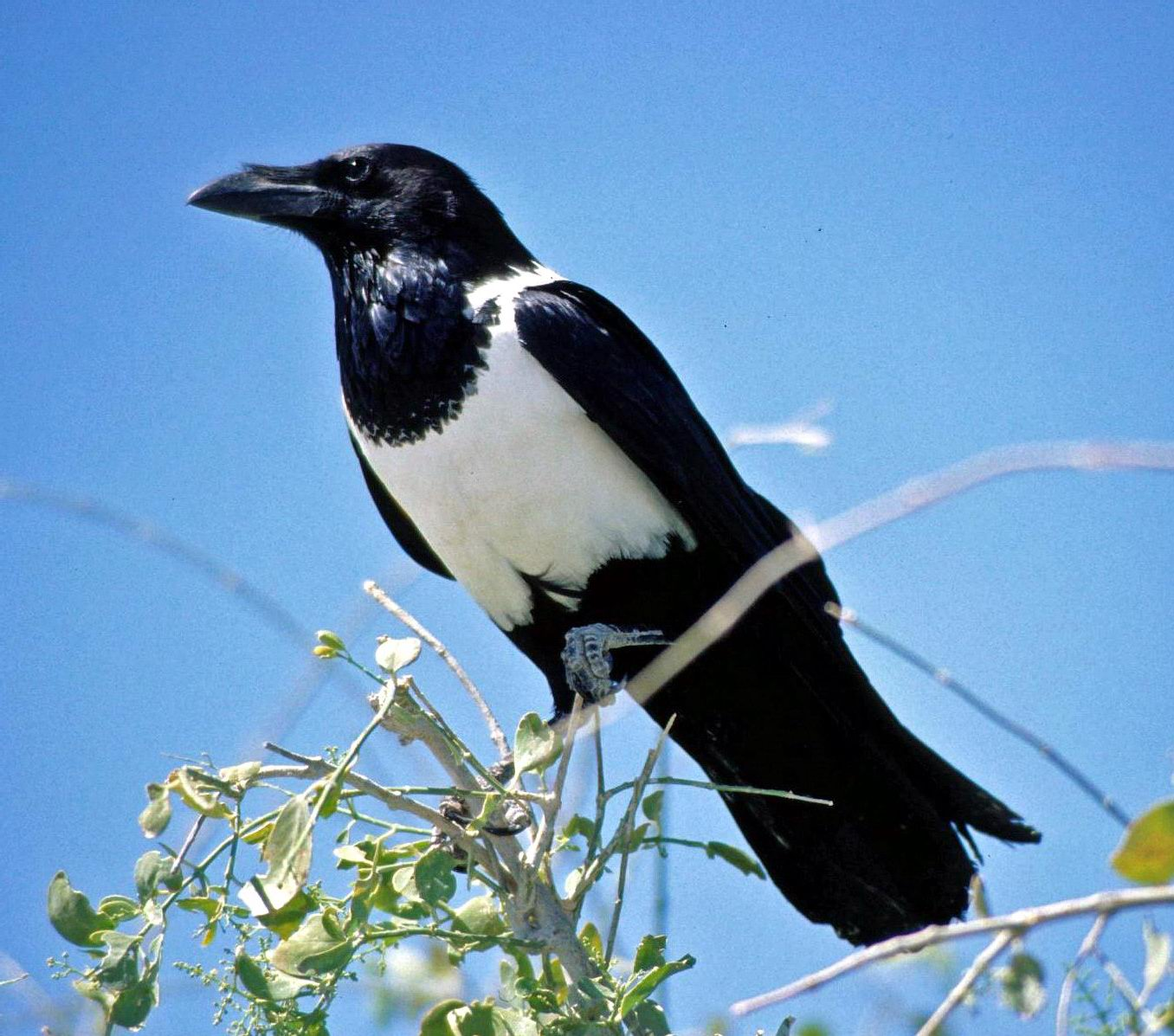
Schildrabe
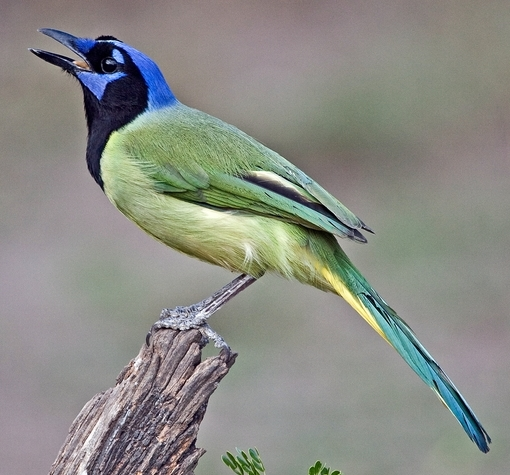
Grünhäher
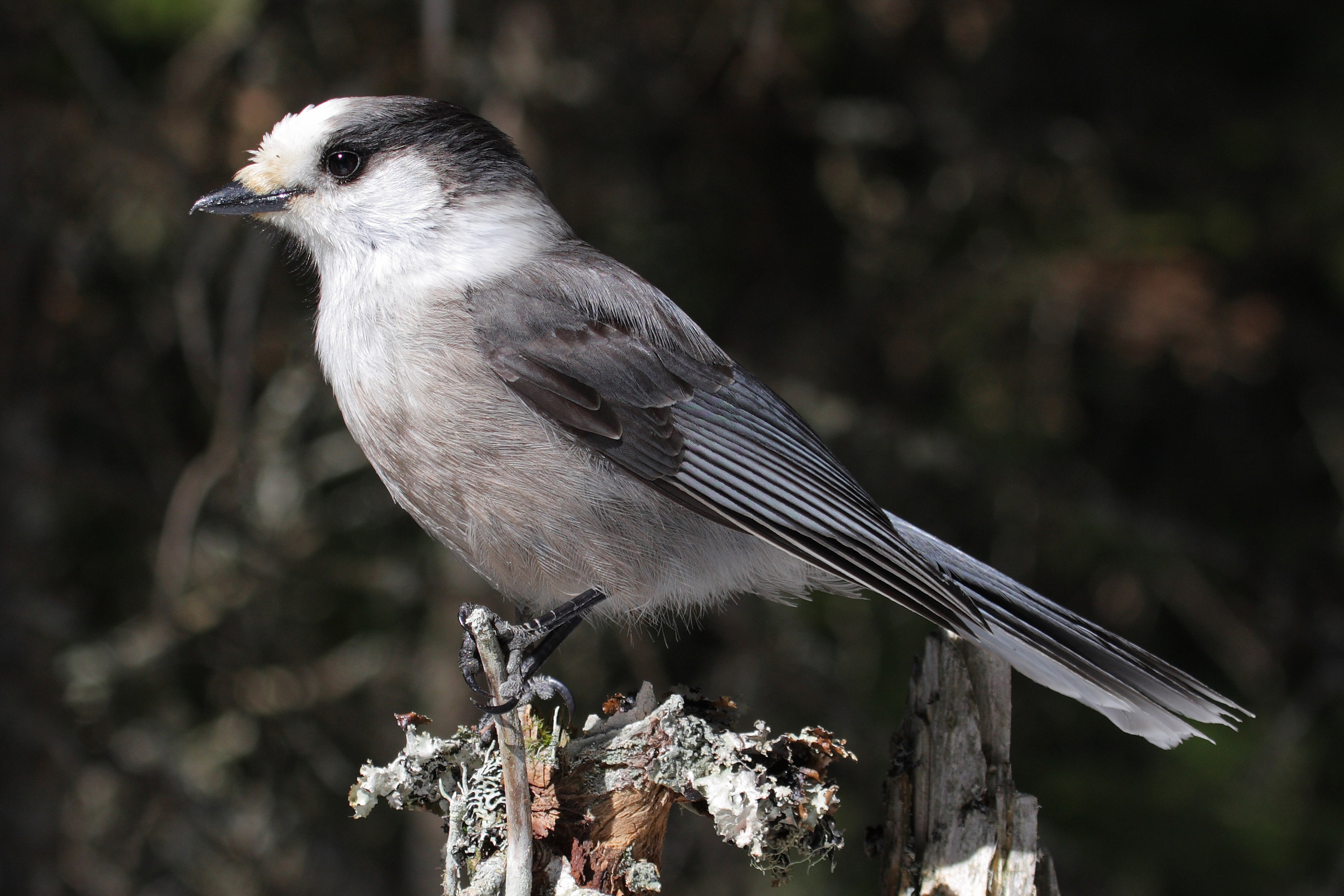
Meisenhäher
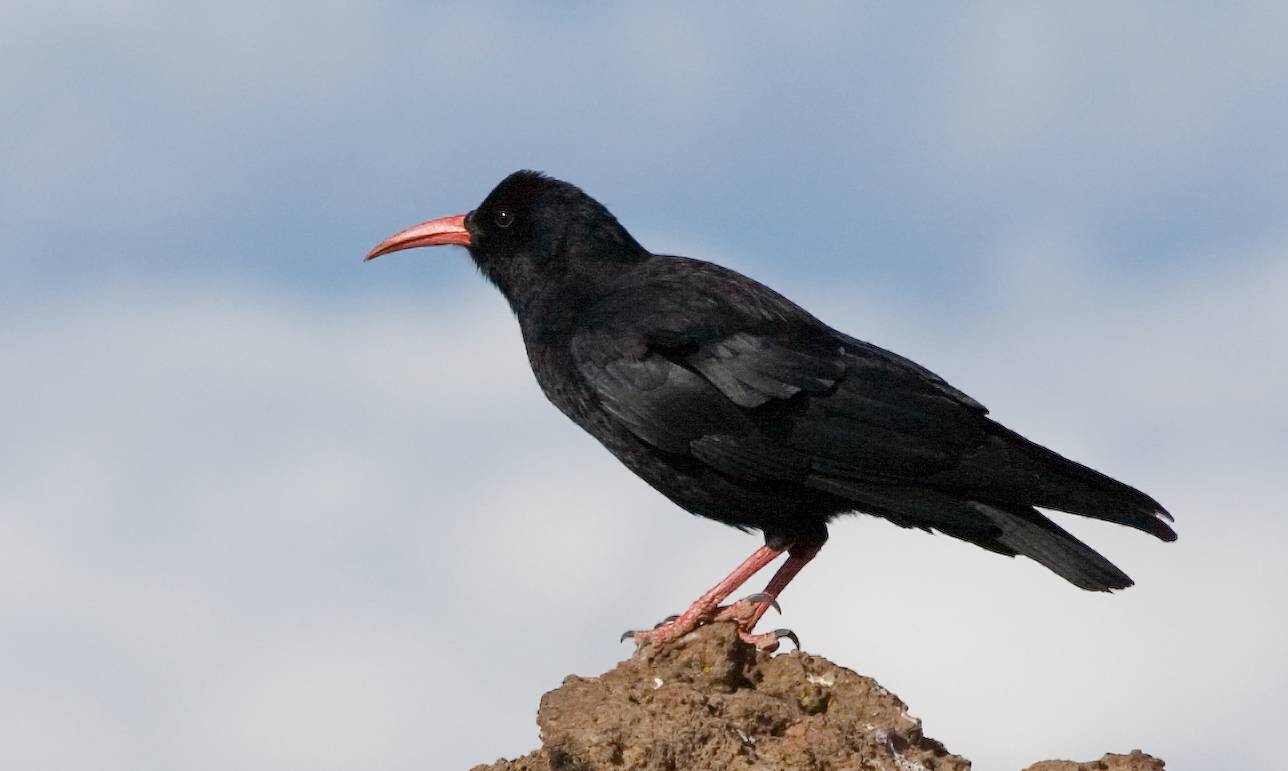
Alpenkrähe
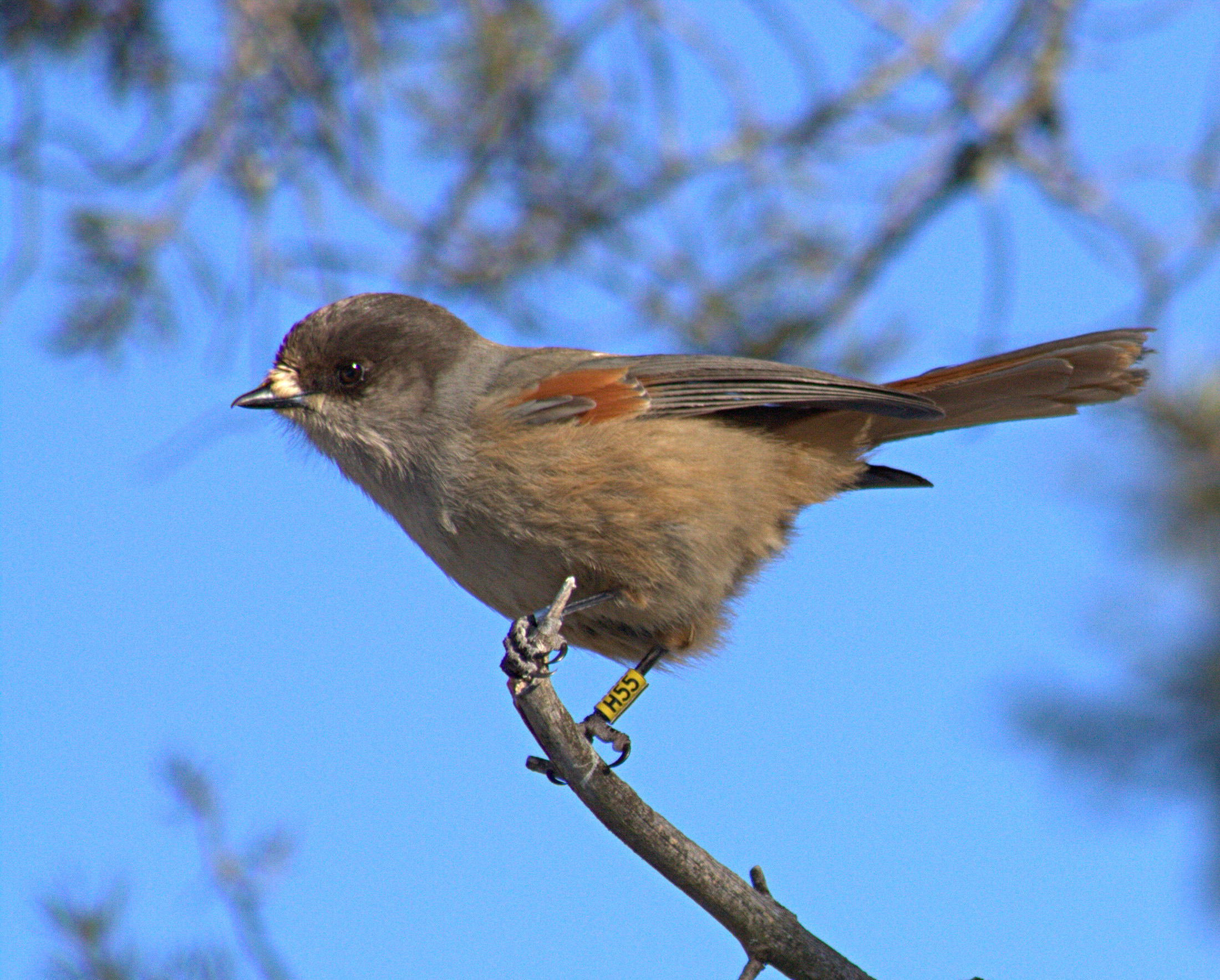
Unglückshäher
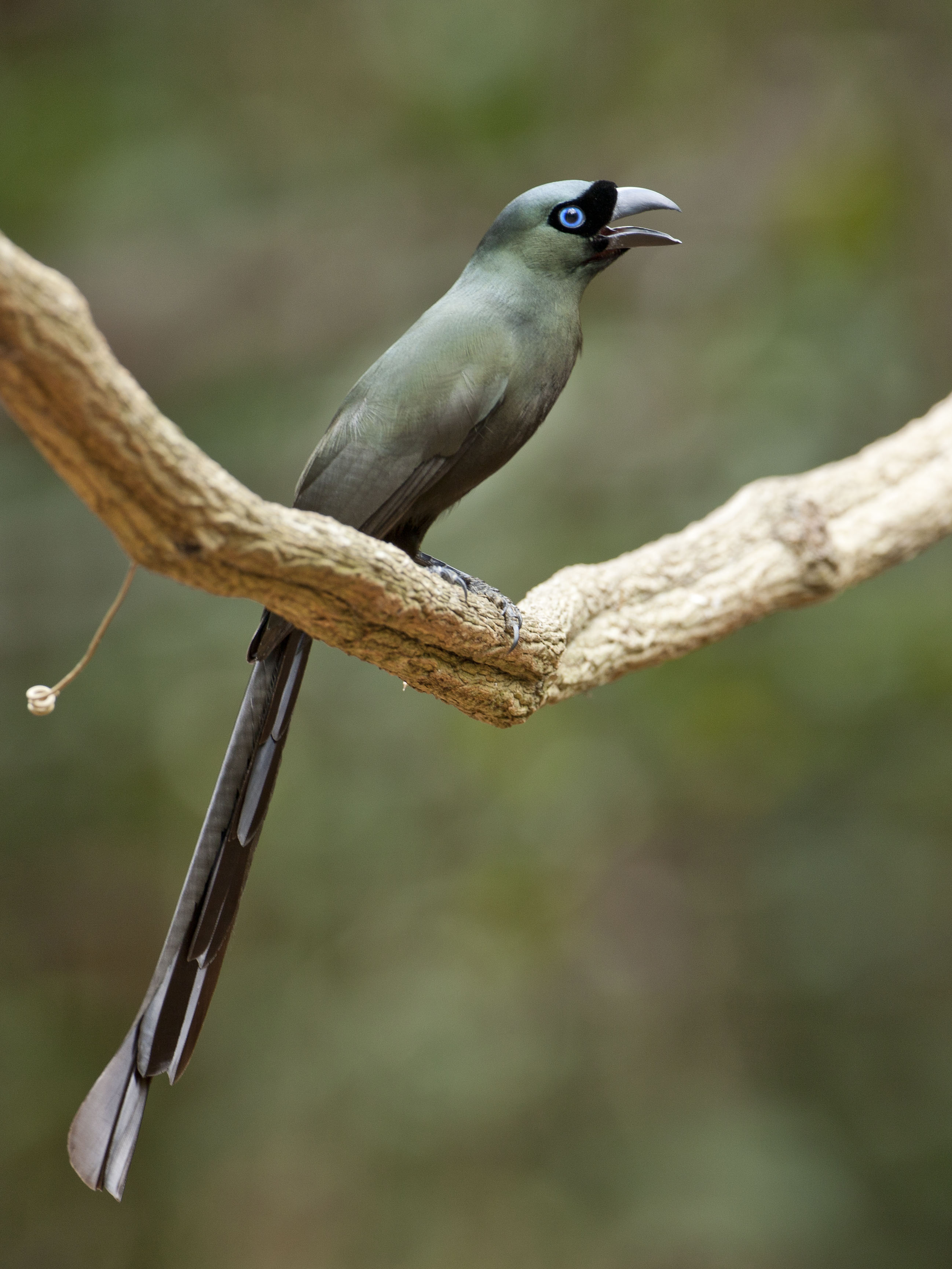
Rakettschwanzelster
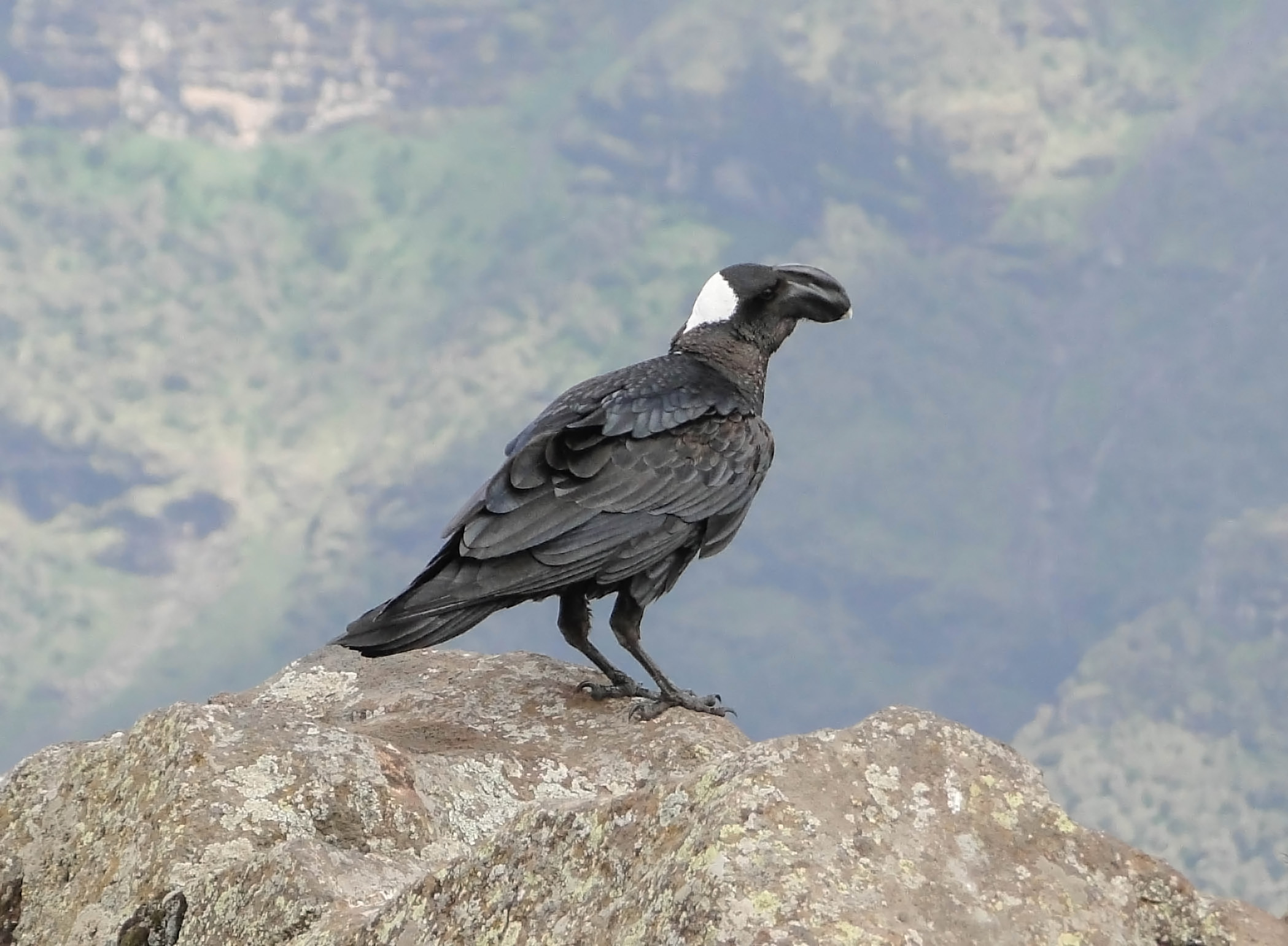
Erzrabe
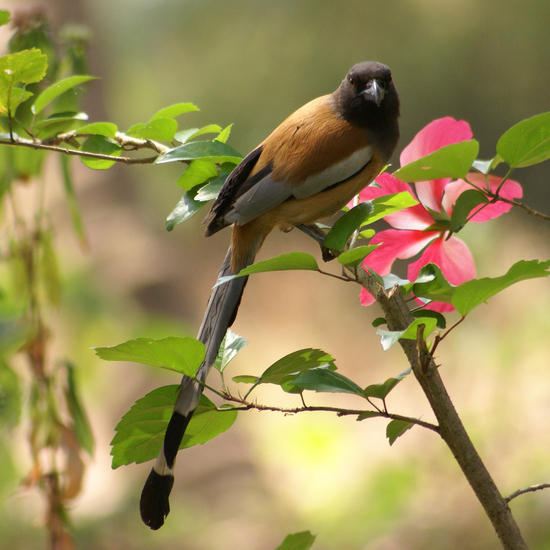
Wanderbaumelster
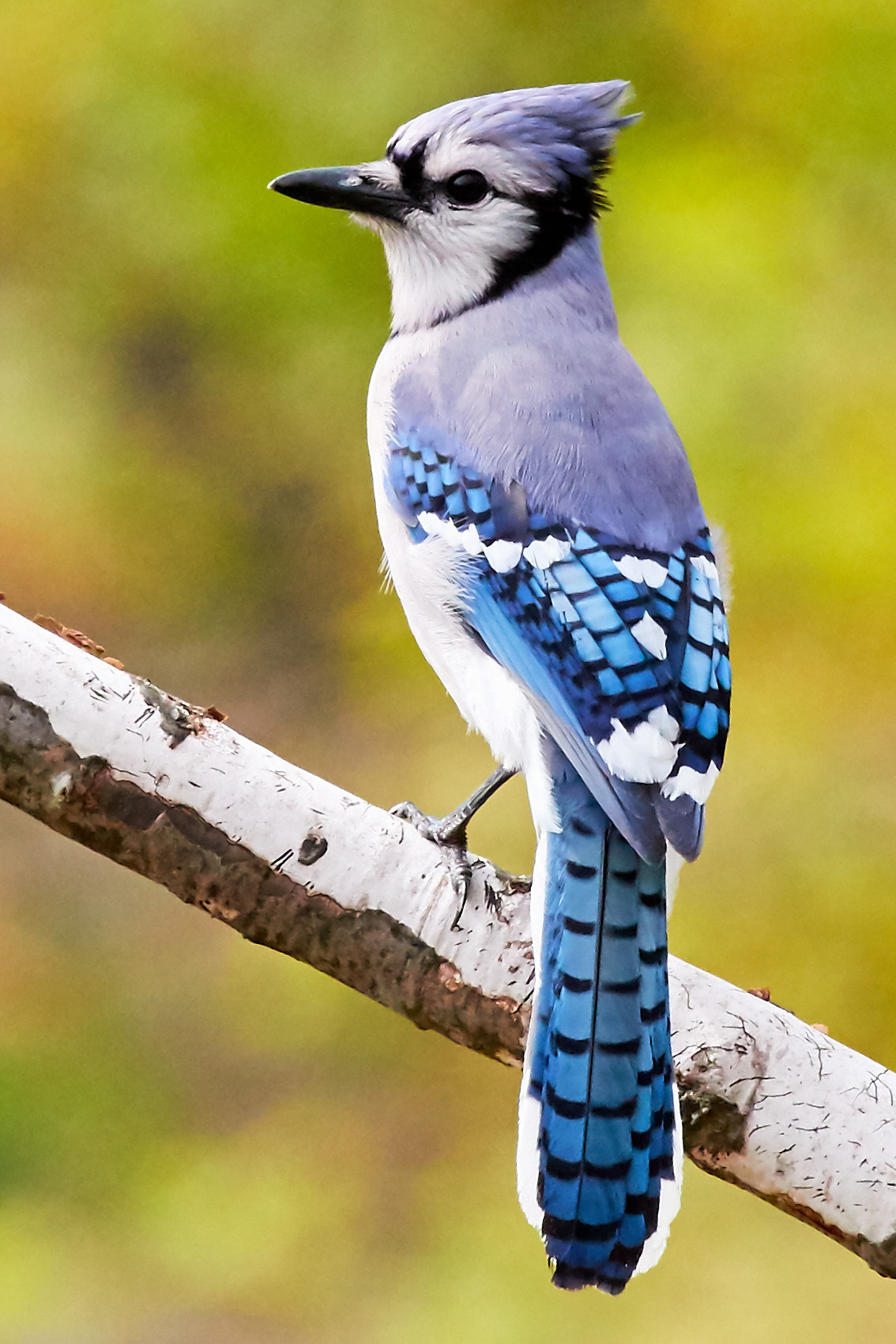
Blauhäher